# تاريخ مسلسل دكتور هو
دكتور هو مسلسل خيال علمي تلفزيوني بريطاني، أنتجته وعرضته هيئة الإذاعة البريطانية (بي بي سي) على قناة بي بي سي التلفزيونية من عام ١٩٦٣ إلى عام ١٩٦٤، وعلى قناة بي بي سي ١ (لاحقًا بي بي سي ون) من عام ١٩٦٤ إلى عام ١٩٨٩ ومنذ عام ٢٠٠٥. عُرض فيلم تلفزيوني منفرد، اُنتج بالاشتراك مع يونيفرسال بيكتشرز على شبكة فوكس في الولايات المتحدة في عام ١٩٩٦.

## اصل المنشأ
في مارس 1962، طلب إريك ماسويتز، مساعد ومستشار مراقب البرامج في تلفزيون بي بي سي، من دونالد ويلسون، رئيس قسم السيناريو، أن يُعدّ فريق المسح التابع لقسمه دراسة حول جدوى إنتاج بي بي سي لمسلسل تلفزيوني خيال علمي جديد. أعدّ التقرير موظفا القسم أليس فريك ودونالد بول، وسُلّم في الشهر التالي، ما حظي بإشادة كبيرة من ويلسون وماسويتز ومساعد مراقب برامج بي بي سي دونالد بافرستوك. كُلف واُعد تقرير متابعة حول أفكار محددة لشكل هذا البرنامج في يوليو. أعدّت فريك هذا التقرير مع موظف آخر في قسم السيناريو، جون برايبرون، وأوصى التقرير بمسلسل يتناول السفر عبر الزمن باعتباره فكرة جديرة بالتطوير بشكل خاص.
في ديسمبر، وصل سيدني نيومان المولود في كندا إلى تلفزيون بي بي سي كرئيس جديد للدراما. كان نيومان من محبي الخيال العلمي الذي أشرف على العديد من هذه الإنتاجات في مناصبه السابقة في ايه بي سي ويكند تي في وهيئة الإذاعة الكندية. في مارس 1963، أطلعه بافرستوك - الذي رُقّي الآن إلى رئيس البرامج - على وجود فجوة في الجدول الزمني لأمسيات السبت بين برنامج الرياضة جراندستاند وبرنامج موسيقى البوب جوك بوكس جيوري. من الناحية المثالية، يجب أن يجذب أي برنامج مُجدول هنا الأطفال الذين اعتادوا سابقًا على هذا التوقيت، وجمهور المراهقين في جوك بوكس جيوري، وجمهور مشجعي الرياضة البالغين في جراندستاند. قرر نيومان أن برنامج الخيال العلمي سيكون مثاليًا لسد هذه الفجوة، وانتهز بحماس أبحاث قسم السيناريو الحالية، وبدأ جلسة عصف ذهني برئاسة ويلسون وضمت برايبرون وفريك وكاتب آخر في بي بي سي، سي. إي. ويبر.
المخطط الأول الذي وضعه ويبر حول المسلسل، بتاريخ 29 مارس 1963، تصور العرض، الذي كان عنوانه مبدئيًا "مُصلِحو المشاكل" (The Troubleshooters)، مدفوعًا بمجموعة من البشر المعاصرين القاطنين على الأرض الذين يتعارضون باستمرار مع عدو متكرر. ثم توصل نيومان شخصيًا إلى فكرة مسلسل تعليمي يضم آلة زمن أكبر من الداخل وصغيرة من الخارج وفكرة الشخصية المركزية، "الدكتور هو" (Dr. Who) الغامض؛ ربما يكون قد أعطى المسلسل نفس العنوان أيضًا. ومع ذلك، في مقابلة عام 1971، ادعى دونالد ويلسون أنه سمى المسلسل، وعندما عُرض هذا الادعاء على نيومان، لم يعترض عليه.
المخطط الثاني الذي وضعه ويبر، والذي أطلق الآن على المسلسل اسم الدكتور هو، تبع "رجلًا عجوزًا ضعيفًا فاقدًا للذاكرة تائهًا في الزمان والمكان" مع آلة تمكنه من "السفر معًا عبر الزمان وعبر المكان وعبر المادة". وُصفت شخصية الدكتور هو بأنها "مريبة وقادرة على الخبث المفاجئ"، ويكره الشخصيات الداعمة الأخرى، ويكره التقدم العلمي، مع مهمة سرية للتدخل في الوقت وتدمير المستقبل، بينما وُصفت آلة الزمن الخاصة به بأنها "غير موثوقة" وغير مرئية. وضع سيدني نيومان ملاحظة ترفض وصف الشخصية، لأنه لم يرغب في أن تكون الشخصية الرئيسية في المسلسل "رجعية"، بل "شخصية أبوية" "تعتبر العلم، التطبيقي والنظري، طبيعيًا مثل الأكل". كما كره فكرة آلة الزمن غير المرئية، قائلًا إن "رمزًا ملموسًا" مطلوب، لكنه كان متحمسًا لفكرة عدم موثوقية آلة الزمن. بالإضافة إلى ذلك، اقترح ويبر طرقًا يمكن بها تطوير هوية الدكتور هو. اقترح بيت لحم كموقع لقصة عيد الميلاد والدكتور هو في دور مرلين، وجاكوب مارلي، وزوجته في دور العرابة لسندريلا وهي تطارد زوجها عبر الزمن. لم يكن نيومان متحمسًا للاتجاه المقترح للمسلسل، وكتب: "لا يعجبني هذا كثيرًا - يبدو سخيفًا ومتعاليًا. لا ينقل أساس تدريس التجربة التعليمية - الدراما القائمة على مواد واقعية وظواهر علمية وتاريخ اجتماعي فعلي للماضي والمستقبل والنابعة منها".
المذكرة النهائية التي توضح شكل المسلسل، التي كتبها ويلسون وويبر ونيومان بتاريخ 16 مايو 1963، وصفت شخصية الدكتور هو بأنه رجل "يبلغ من العمر 650 عامًا" "تنظر عيناه الزرقاوان المائيتان باستمرار حوله في حيرة وأحيانًا تغيم نظرة شر مطلقة وجهه عندما يشك في أن أصدقائه الأرضيين جزء من مؤامرة ما". "يبدو أنه لا يتذكر من أين أتى ولكنه لديه ومضات من الذاكرة المشوشة تشير إلى أنه كان متورطًا في حرب مجرية ولا يزال يخشى مطاردة عدو غير محدد". كما وُصفت سفينته بأنها "كشك هاتف للشرطة [...] لكن أي شخص يدخلها يجد نفسه داخل جهاز إلكتروني واسع. على الرغم من أنها تبدو رائعة، إلا أنها نموذج قديم متهالك سرقه الدكتور هو عندما هرب من مجرته الخاصة في عام 5733؛ أدائها غير مؤكد؛ علاوة على ذلك، الدكتور هو ليس متأكدًا تمامًا من كيفية تشغيلها، لذلك عليهم التعلم بالتجربة والخطأ". في وقت لاحق من العام، بدأ الإنتاج وسُلم إلى المنتجة فيريتي لامبرت ومحرر القصة ديفيد ويتيكر للإشراف عليه، بعد فترة وجيزة عندما كان العرض يُدار بواسطة منتج "مؤقت"، ريكس تاكر. خوفًا من قلة خبرة لامبرت النسبية، عين ويلسون المخرج المخضرم ميرفين بينفيلد كمنتج مشارك. ساهم الكاتب الأسترالي أنتوني كوبيرن أيضًا، حيث كتب الحلقة الأولى من مسودة أعدها ويبر في البداية.
كان المقصود في الأصل أن يكون مسلسل دكتور هو مسلسلًا تعليميًا، حيث تتخذ التارديس شكل كائن من الفترة الزمنية لتلك الحلقة بالذات (عمود في اليونان القديمة، تابوت في مصر، إلخ). ومع ذلك، عند حساب ميزانية العرض، اكتُشف أنه كان باهظ التكلفة بشكل كبير إعادة تزيين نموذج التارديس لكل حلقة؛ بدلًا من ذلك، قيل إن "دائرة الحرباء" في التارديس معطلة، مما أعطى الدعامة مظهر "صندوق الشرطة" المميز.
كتب الموسيقى التصويرية للمسلسل مؤلف الأفلام والتلفزيون رون جرينر (الذي سيواصل لاحقًا تأليف موسيقى مسلسل السجين، من بين آخرين) بالتعاون مع ورشة بي بي سي للراديو. بينما كتب جرينر الموسيقى، كانت ديليا ديربيشاير هي المسؤولة عن إنشائها، باستخدام سلسلة من مسجلات الأشرطة لقص وضم الأصوات الفردية التي أنشأتها بمصادر ملموسة ومذبذبات موجة مربعة وجيبية. دُهش جرينر من النتائج وسأل "هل كتبت ذلك؟" عندما سمعها. أجابت ديربيشاير بأنه فعل ذلك في الغالب. منعت بي بي سي (التي أرادت إبقاء أعضاء الورشة مجهولين) ديربيشاير من الحصول على اعتماد كمؤلفة مشاركة ونصف حقوق الملكية. صمم شعار تسلسل العنوان مصمم الجرافيك برنارد لودج، بينما نفذ التسلسل نفسه متخصص المؤثرات الإلكترونية نورمان تايلور.

## ستينيات القرن العشرين

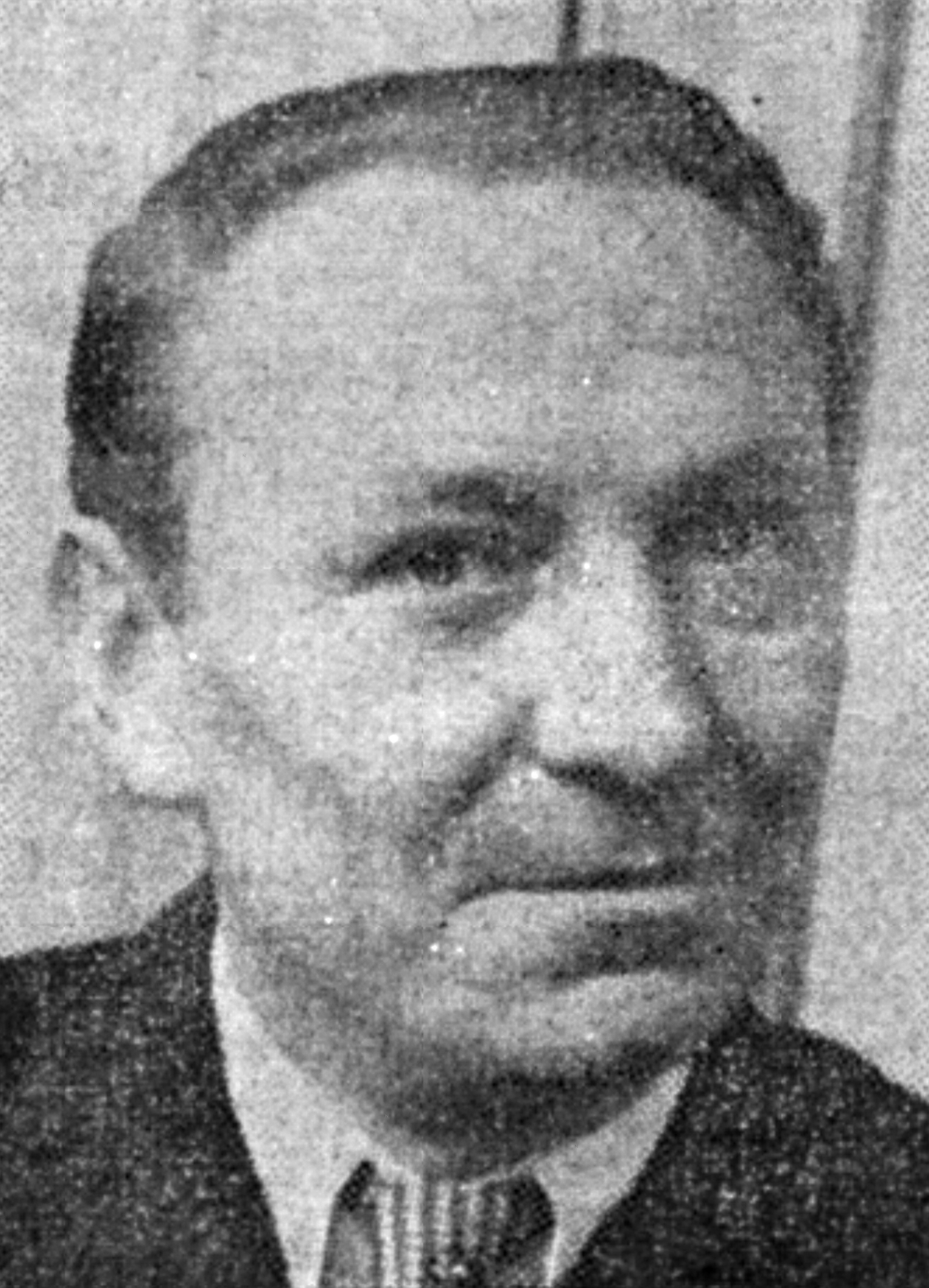
الدكتور الاول قام بدوره الممثل ويليام هارتنيل.

### الدكتور الأول
بعد أن رفض الممثلان هيو ديفيد (الذي أصبح لاحقًا مخرجًا للمسلسل) وجيوفري بايلدون العروضَ المقدمة لكليهما للعب دور البطولة في المسلسل، تمكنت فيريتي لامبرت ومخرج المسلسل الأول واريس حسين من إقناع الممثل ويليام هارتنيل، البالغ من العمر 55 عامًا، بتولي دور الدكتور. كان هارتنيل معروفًا في الغالب بلعب دور رقيب الجيش وشخصيات أخرى قوية في مجموعة متنوعة من الأفلام، لكن لامبرت أُعجبت بأدائه الحساس ككشاف للمواهب في دوري الرغبي في النسخة السينمائية من فيلم "هذه الحياة الرياضية"، مما ألهمها لعرض الدور عليه.
سيرافق الدكتور هارتنيل في البداية حفيدته سوزان فورمان (التي لعبت دورها كارول آن فورد)، والتي كان من المفترض في الأصل أن تكون مجرد رفيقة سفر، ولكن مع إضافة رابطة عائلية من قبل كوبورن، الذي كان غير مرتاحٍ للتلميحات المحتملة التي قد يحملها هذا الارتباط لو لم يكونا مرتبطين. انضم إليهما في الحلقة الأولى اثنان من مدرسي فورمان، باربرا رايت (جاكلين هيل) وإيان تشيسترتون (ويليام راسل)، من إنجلترا في القرن العشرين. ظل هذا هو التشكيل الأساسي للمسلسل طوال الموسم الأول بأكمله، ولكن بمرور الوقت سيتغير التشكيل بانتظام حيث يترك رفقاء الطبيب المختلفون للعودة إلى ديارهم، بعد أن وجدوا أسبابًا جديدة في عوالم زاروها وانتُخبوا للبقاء فيها، أو حتى يُقتلون في بعض الأحيان. ومع ذلك، كان دائمًا ما يجد رفقاء سفر جدد بسرعة. استخدم فريق الإنتاج هذه الشخصيات لنقل وجهة نظر المشاهدين في المنزل، وطرح الأسئلة ودفع القصص إلى الأمام من خلال الوقوع في المشاكل.
كان لا بد من إعادة تسجيل الحلقة الأولى (التجريبية) من المسلسل، "طفل غير أرضي"، بسبب مشاكل فنية وأخطاء ارتُكبت أثناء الأداء. خلال الأيام الفاصلة بين التسجيلين، أُجريت تغييرات على الأزياء والمؤثرات والأداء والنص (الذي كان يضم في الأصل دكتور أكثر قسوة، وسوزان تفعل أشياء غير مفسرة مثل نفض الحبر على الورق وطيه لإنتاج نمط متماثل، ثم تتبع الأشكال فوق النمط). بُثت هذه النسخة الثانية من "طفل غير أرضي"، وهي الحلقة الأولى من المسلسل الأول، في تمام الساعة 5:15 مساءً في 23 نوفمبر 1963، ولكن بسبب انقطاع التيار الكهربائي في مناطق معينة من البلاد والأخبار التي طغت على الحدث باغتيال الرئيس الأمريكي جون إف كينيدي، لم تجذب الحلقة سوى تعليقات قليلة وأُعيد بثها في الأسبوع التالي مباشرةً قبل الحلقة الثانية.
لم يصبح البرنامج راسخًا في الوعي الشعبي حتى المسلسل الثاني، "الدالكس"، الذي أسر خيال المشاهدين. ويرجع ذلك في المقام الأول إلى مخلوقات الدالكس التي قُدمت في هذه القصة. اُبتكرت بواسطة كاتب السيناريو تيري نيشن والمصمم ريموند كوسيك، وكانت غير بشرية تمامًا ولا تشبه أي شيء شوهد على التلفزيون من قبل. في الواقع، نُصحت لامبرت بشدة بعدم استخدام نص نيشن من قبل رئيسها المباشر دونالد ويلسون، لكنها استخدمت عذر أنه لم يكن لديهم أي شيء آخر جاهز لإنتاجه. بمجرد أن اتضح مدى نجاحه الكبير، اعترف ويلسون للامبرت بأنه لن يتدخل في قراراتها بعد الآن لأنها من الواضح أنها تعرف البرنامج أفضل منه.
لم يكن الدكتور هارتنيل في البداية أبويًا أو متعاطفًا؛ فقد وصف نفسه وسوزان ببساطة بأنهما "متجولان في البعد الرابع". كان سريع الغضب، ومتسلطًا، وأظهر أحيانًا نزعة قاسية. ومع ذلك، فقد أصبحت شخصيته أكثر اعتدالًا كلما اقترب من رفاقه، وسرعان ما أصبح رمزًا شعبيًا، خاصة بين الأطفال الذين شاهدوا المسلسل. بدأ هذا التغيير في تصوير الدكتور خلال المسلسل الرابع، "ماركو بولو". كان دور الدكتور ضئيلاً خلال الحلقة الثانية، "الرمال المغنية"، ومن الحلقات اللاحقة، أصبح تصويره للشخصية أكثر اعتدالًا بشكل ملحوظ.
حقق البرنامج نجاحًا كبيرًا، حيث جذب في كثير من الأحيان جماهير تصل إلى 12 مليونًا أو أكثر، وعاد الدالكس للظهور عدة مرات. غادر ويتاكر العرض في وقت مبكر من الموسم الثاني (على الرغم من أنه استمر في الكتابة له حتى عام 1970)، واُستبدل لفترة وجيزة بدنيس سبونر، الذي اُستبدل بدوره بدونالد توش في نهاية الموسم. كما غادر بينفيلد أيضًا في منتصف الموسم بسبب اعتلال صحته، لكن لم يُستبدل.
بحلول الموسم الثالث في عام 1965، بدأت بعض الصعوبات في الظهور. انتقلت لامبرت، ليحل محلها كمنتج جون وايلز، الذي لم يكن لديه علاقة عمل جيدة مع هارتنيل. كان الممثل الرئيسي نفسه يجد صعوبة متزايدة في تذكر سطوره لأنه كان يعاني من المراحل الأولى من تصلب الشرايين الذي سيؤدي لاحقًا إلى وفاته. ابتكر وايلز وتوش طريقة لكتابة خروج هارتنيل في قصة "صانع الألعاب السماوي"، بجعل الطبيب غير مرئي لجزء من القصة، بقصد أنه عندما يظهر مرة أخرى، سيُمثل بواسطة ممثل جديد. ومع ذلك، مُنع وايلز من استبدال هارتنيل من قبل رئيس المسلسلات الجديد، جيرالد سافوري. كان وايلز يأمل أيضًا في إجراء تغييرات جريئة أخرى، مثل تقديم رفيق بلكنة كوكنية (والذي رُفض، لأنه قيل له إن جميع الشخصيات يجب أن تتحدث "الإنجليزية الخاصة بهيئة الإذاعة البريطانية")، واستقال بعد ذلك بوقت قصير (يُزعم أنه بعد أن علم أنه سيُطرد في نهاية الموسم)، واستقال توش أيضًا من حيث المبدأ.
بحلول عام 1966، كان من الواضح أن صحة هارتنيل تؤثر على أدائه، وأنه لن يكون قادرًا على الاستمرار في لعب دور الطبيب لفترة طويلة. بحلول هذه المرحلة، كان سافوري قد انتقل من منصب رئيس المسلسلات وخلفه، شون ساتون، كان أكثر قبولًا للتغيير، مما سمح لـ إينيس لويد، بديل وايلز، بإجراء العديد من التغييرات التي مُنع وايلز من إجرائها. ناقش لويد الوضع مع هارتنيل ووافق الممثل على أنه من الأفضل أن يغادر، على الرغم من أنه ادعى لاحقًا في حياته أنه لم يرغب في المغادرة.

### الدكتور الثاني
ابتكر لويد ومحرر القصة جيري ديفيس طريقة مثيرة للاهتمام لكتابة نهاية للدكتور الأول - بما أنه كان كائنًا فضائيًا، فقد قررا أنه سيتمتع بقوة تغيير جسده عندما يبلى أو يصاب بجروح خطيرة، وهي عملية أُطلق عليها اسم "التجديد" ولكنها ستُعرف لاحقًا داخل أساطير المسلسل باسم "التجدد". اختار لويد وديفيس الممثل باتريك تروتون، الذي ظهر لأول مرة في نوفمبر 1966 بعد أن شوهد التغيير من هارتنيل في نهاية قصة الكوكب العاشر. كما قدم هذا المسلسل الأشرار المشهورين باسم سايبيرمان، الذين سيعودون لمواجهة الطبيب في عدة مناسبات لاحقة.
لعب تروتون الدور بشكل عام بطريقة أكثر خفة وكوميدية، مع الاحتفاظ بالكثير من كراهية الشخصية الأصلية الشديدة للشر ورغبتها في مساعدة المضطهدين. كما أظهر في بعض الأحيان جانبًا أكثر قتامة، حيث تلاعب برفاقه والأشخاص من حوله من أجل الصالح العام (تشمل الأمثلة قبر السايبيرمان وشيطان الدالكس). غادر ديفيس العرض في نهاية الموسم الرابع وحل محله بيتر براينت. بعد بضعة أشهر، غادر لويد العرض ورُقي براينت ليصبح منتجًا. كان خليفة براينت كمحرر نصوص هو ديريك شيروين (على الرغم من أن فيكتور بيمبرتون قد شغل الوظيفة في أول مسلسل لبراينت، قبر السايبيرمان).
بقي تروتون في الدور لثلاثة مواسم حتى عام 1969، وفي النهاية سئم من عبء العمل المتمثل في بطولة مسلسل منتظم. بحلول هذا الوقت، انخفضت أرقام مشاهدة دكتور هو بشكل كبير، ويتذكر محرر النصوص الجديد تيرانس ديكس أنه كان هناك حديث عن إنهاء المسلسل بعد موسمه السادس في عام 1969 (على الرغم من أن هذا الأمر نفاه براينت وشيروين والمخرج ديفيد مالوني، مع وجود أوراق تشير إلى أنه كان في خطر في نهاية الموسم السابع في عام 1970). كما أن ميزانية المسلسل كانت مُرهقة بشكل متزايد بسبب تكلفة المجموعات والأزياء والدعائم الغريبة في كل مرة يزور فيها الطبيب مكانًا جديدًا، لذلك توصل براينت وشيروين (الذي كان يعمل الآن كمنتج مشارك بشكل فعال، على الرغم من أن هيئة الإذاعة البريطانية رفضت اعتماده على هذا النحو) إلى فكرة تقليل تكلفة المسلسل من خلال تحديد جميع المغامرات على الأرض، مع عمل الطبيب كمستشار علمي لمنظمة تسمى UNIT، فرقة العمل الاستخباراتية للأمم المتحدة، المكلفة بالدفاع عن الأرض من الغزو الفضائي.
اُختبر هذا الإعداد الجديد في قصة الموسم السادس الغزو، وفي نهاية الموسم وُضع بشكل دائم من خلال القبض على الدكتور الثاني من قبل عرقه، لوردات الوقت، والحكم عليه بالنفي على الأرض مع تغيير مظهره مرة أخرى كعقاب على تدخله في شؤون الأجناس الأخرى. وهكذا أنهى دكتور هو مجموعته الإنتاجية السادسة وعصره بالأبيض والأسود. من الآن فصاعدًا، على غرار البرامج التلفزيونية البريطانية الأخرى، اُنتج بالألوان.

## سبعينيات القرن العشرين

### الدكتور الثالث
كان خيار شيروين الأول لاستبدال تروتون هو الممثل رون مودي، نجم المسرحية الموسيقية أوليفر!، ولكن عندما رفض الدور، اُختير الممثل الكوميدي جون بيرتوي، وهو مرشح آخر من القائمة المختصرة لشيروين، بدلاً منه. كان شيروين يأمل أن يجلب بيرتوي الكثير من مهاراته التمثيلية الكوميدية إلى الدور، لكنه كان حريصًا على ترسيخ نفسه كممثل درامي جاد بالإضافة إلى كونه كوميديًا. على الرغم من ظهور بعض اللمسات الخفيفة خلال حقبة بيرتوي، إلا أنه لعب الدور بشكل "مباشر" للغاية وليس كما تصوره شيروين على الإطلاق. كان الدكتور بيرتوي أكثر توجهاً نحو الحركة من أسلافه، وسمح المنتجون لبيرتوي بالانغماس في حبه لركوب المركبات المختلفة خلال فترة ولايته، بما في ذلك الدراجات النارية، والحوامات، وما يسمى "هوموبيل" وسيارة الدكتور رودستر القديمة، "بيسي".
بقي شيروين فقط للإشراف على القصة الأولى من الموسم السابع. كانت "رأس حربة من الفضاء" أول قصة من مسلسل "دكتور هو" تُنتج بالألوان - وبسبب الإضراب الصناعي في الاستوديوهات الإلكترونية - المثال الوحيد من المسلسل الأصلي الذي اُنتج بالكامل على الفيلم. بعد ذلك، انتقل للعمل على مسلسل "بول تيمبل"، واُستبدل بالمخرج باري ليتس بعد أن رفض مخرج آخر منتظم في البرنامج، دوغلاس كامفيلد، الوظيفة.
كان الموسم السابع، المكون من خمسة وعشرين حلقة، أقصر من أي موسم سابق وأرسى نمطًا لمواسم "دكتور هو" التي تتراوح بين عشرين وثمانية وعشرين حلقة مدتها 25 دقيقة، وهو النمط الذي سيستمر حتى منتصف الثمانينيات. ومع ذلك، على الرغم من أن الشكل الجديد للطبيب العالق على الأرض قد ثبت أنه يحظى بشعبية كبيرة بما يكفي لإنقاذ البرنامج من الإلغاء، إلا أن ليتس ومحرر النصوص الخاص به تيرانس ديكس لم يكونا متحمسين للفكرة بشكل خاص، ومن الموسم الثامن فصاعدًا، سعيا إلى إيجاد أسباب لتمكين الطبيب من السفر عبر الزمان والمكان مرة أخرى، وحصلا في النهاية على منح سيد الزمان له الحرية الكاملة بعد قصة الذكرى السنوية العاشرة عام 1973، "الدكاترة الثلاثة"، وهو مسلسل تضمن أيضًا ظهور ضيوف من تروتون وهارتنيل، هذا الأخير في دور محدود بسبب اعتلال صحته.
من الابتكارات الأخرى التي قدموها بدءًا من الموسم الثامن، كان تقديم شخصية "الماستر" كعدو جديد للدكتور، وقد صُور كبروفيسور موريارتي لشيرلوك هولمز الذي هو الدكتور. لعب دوره روجر دلغادو، وأصبح شخصيةً ذات شعبية كبيرة، على الرغم من أنه خلال الموسمين التاليين، شعر كل من الجمهور وفريق الإنتاج بأنه اُفرط في استخدامه قليلاً. اتفق دلغادو وفريق الإنتاج في النهاية على أنه يجب إنهاء وجوده خلال الموسم الحادي عشر عن طريق قتل الشخصية، مع بعض الغموض حول ما إذا كان قد مات لإنقاذ الدكتور أم لا.
مع ذلك، قبل أن تُكتب هذه القصة، قُتل دلغادو في حادث سيارة في تركيا. كان لموته تأثير عميق على بيرتوي. مع رحيل الممثلة كاتي مانينغ أيضًا عن دورها كمرافقة جو جرانت بعد ثلاثة مواسم، وتخطيط ليتس وديكس للمضي قدمًا، شعر بيرتوي أن "عائلته" في البرنامج تتفكك، وقرر أيضًا المغادرة بعد الموسم الحادي عشر في عام 1974. أيضًا، وفقًا لإليزابيث سلايدن في مقابلة على إصدار دي في دي لـ "غزو الديناصورات"، طلب بيرتوي رسومًا مُزادة بشكل كبير لسنة أخرى في المسلسل. ومع ذلك، رُفض هذا الطلب واستقال لاحقًا من الدور.

### الدكتور الرابع
على الرغم من أن ليتس وديكس كانا يخططان للمغادرة في نهاية نفس الموسم، إلا أنهما عملا بشكل وثيق على إعادة اختيار دور الدكتور، استعدادًا لتسليمه إلى خلفائهما، المنتج فيليب هينشكليف ومحرر السيناريو روبرت هولمز، الذي كان كاتبًا منذ فترة طويلة للبرنامج.
كان ليتس ينوي اختيار ممثل أكبر سنًا للعب دور الدكتور الرابع، للعودة إلى تصوير هارتنيل في الستينيات، لكنه بعد بحث طويل اختار في النهاية توم بيكر، الذي اقترحه عليه رئيس المسلسلات القادم، بيل سلاتر. كان بيكر يبلغ من العمر أربعين عامًا فقط، أي أصغر بحوالي خمسة عشر عامًا من بيرتوي، ولكن على الرغم من أنه لم يكن نوع الممثل الذي كان ليتس يبحث عنه في الأصل، فقد أصبح يمكن القول أكثر الممثلين شعبية والأفضل تذكرًا الذين لعبوا الدور. لعب دور البطولة في المسلسل لمدة سبع سنوات، أطول من أي من أسلافه أو خلفائه، وخلال فترة وجوده في البرنامج، تمتع دكتور هو بنجاح شعبي مستمر وارتفاع في أرقام المشاهدة. كان الدكتور بيكر شخصية أكثر غريبة الأطوار، عاطفيًا ومهتمًا في بعض الأحيان، ولكنه في أحيان أخرى منعزلًا وغريبًا. كان هذا التناقض خيارًا متعمدًا من بيكر، في محاولة لتذكير المشاهدين بأن الدكتور لم يكن إنسانًا، وبالتالي كان لديه خصائص غير بشرية.
تحت سيطرة هينشكليف وهولمز، اللذين توليا المسؤولية منذ بداية الموسم الثاني عشر، أصبح دكتور هو برنامجًا أكثر قتامة، حيث تأثر الثنائي بشدة بالإنتاجات السينمائية الناجحة لأفلام الرعب لشركة هامر وغيرها من التأثيرات القوطية. حققت عصرهما أعلى أرقام مشاهدة (كان متوسط تقييمات هينشكليف لـ 3 سنوات أعلى من مليون مشاهد عن متوسط أي منتج آخر) وغالبًا ما يُشيد بها المعجبون باعتبارها ناجحة للغاية، مع العديد من المسلسلات من تلك الفترة التي لا تزال مفضلة لدى المعجبين. ومع ذلك، تلقت هيئة الإذاعة البريطانية شكاوى من ماري وايت هاوس من الرابطة الوطنية للمشاهدين والمستمعين، بأن البرنامج غير مناسب للأطفال ويمكن أن يصدمهم. بينما دافعت هيئة الإذاعة البريطانية عن البرنامج علنًا، بعد ثلاثة مواسم، نُقل هينشكليف إلى سلسلة الإثارة البوليسية للبالغين "الهدف" في عام 1977، ووُجه خليفته، غراهام وليامز، تحديدًا لتخفيف حدة القصص.
بعد البقاء خلال الموسم الخامس عشر تحت قيادة ويليامز لفترة تسليم قصيرة، غادر هولمز أيضًا البرنامج، وعمل خليفته، أنتوني ريد، مع ويليامز، الذي طُلب منه إنشاء نهج أقل عنفًا وأكثر فكاهة، وهو ما كان بيكر سعيدًا به للغاية. شعر الممثل الآن بامتلاك شديد للدور وغالبًا ما جادل مع المخرجين حول تضمين خطوط مرتجلة، لكنه كان سعيدًا للغاية عندما زادت خفة العرض بعد رحيل ريد وتعيين دوغلاس آدمز محررًا للسيناريو للموسم السابع عشر في عام 1979. انتقد بعض المعجبين آدمز لإدخال الكثير من المحتوى الفكاهي الذي خدمه جيدًا في دليل المسافر إلى المجرة. ومع ذلك، يعتبر البعض أن بعض نصوص آدمز من بين النقاط العالية في المسلسل، مع مدينة الموت (1979) كمثال رئيسي.
شهد الموسم السابع عشر حصول العرض على أعلى أرقام مشاهدة له على الإطلاق خلال إضراب شبكة آي تي في، مع تقديرات تتراوح بين 16 و19 مليون مشاهد لحلقات قصة ويليامز وآدمز مدينة الموت. ومع ذلك، كانت هناك أيضًا مشاكل: غادر المخرج آلان بروملي الإنتاج قرب نهاية قصة كابوس عدن بسبب الإحباط من الجوانب الفنية للإنتاج والخلافات مع بيكر، مما ترك ويليامز يشرف على إكمال القصة. كان التضخم الجامح في صناعة التلفزيون يضغط على المسلسل، مع تخفيض الميزانية كثيرًا بالقيمة الحقيقية عما كانت عليه تحت قيادة هينشكليف. تُركت القصة النهائية المقررة للموسم، شادا لآدمز، في منتصف التسجيل بسبب العمل الصناعي، وانتهى الموسم، بعد عشرين حلقة فقط، في يناير 1980.
غادر ويليامز وآدمز كلاهما في نهاية الموسم، ويليامز لأنه اكتفى من البرنامج بعد ثلاثة مواسم في المسؤولية، وآدمز للتركيز على امتياز المسافر الخاص به الذي حقق نجاحًا متزايدًا. أوصى ويليامز لرئيس قسم المسلسلات، جرايم ماكدونالد، باستبداله بمدير وحدة الإنتاج الخاص به، جون ناثان تيرنر. على الرغم من أن ماكدونالد وافق على مبدأ تعيين شخص على دراية بسير عمل العرض، إلا أنه عرض الوظيفة أولاً على سلف ناثان تيرنر، جورج جالاسيو، الذي اكتسب بالفعل خبرة كمنتج في الدراما الاسكتلندية لهيئة الإذاعة البريطانية عامل أوميجا بعد مغادرة دكتور هو في عام 1977. ومع ذلك، رفض جالاسيو الدور، وعرضه ماكدونالد بدلاً من ذلك على ناثان تيرنر، الذي قبله وأصبح المنتج الجديد.

## ثمانينيات القرن العشرين

### عصر جون ناثان-تيرنر
بما أن ناثان-تيرنر كان منتجًا جديدًا، ولأن إعادة هيكلة قسم الدراما تعني أن ماكدونالد لن يكون قادرًا على تقديم الدعم المباشر الذي كان متاحًا للمنتجين السابقين، فقد عيّن الأخير باري ليتس للعودة إلى المسلسل كمنتج تنفيذي والإشراف على موسم ناثان-تيرنر الأول الذي يعمل فيه على المسلسل. كان ليتس، في الواقع، يقدم نصائح وتعليقات غير رسمية لغراهام ويليامز لبعض الوقت من قبل.
سعى ناثان-تيرنر ومحرر السيناريو الجديد، كريستوفر إتش بيدميد، إلى العودة إلى نبرة أكثر جدية للمسلسل، وكبح الكثير من الفكاهة التي كانت سائدة خلال فترة ويليامز. سعى المنتج الجديد أيضًا إلى إدخال العرض "إلى الثمانينيات"، حيث كلّف بتسلسل عنوان جديد، وجلب جميع الموسيقى التصويرية الداخلية لتُنتج إلكترونيًا بواسطة ورشة بي بي سي للراديو، وكلّف بيتر هاول من الورشة بوضع ترتيب جديد تمامًا للحن الموضوع الشهير للمسلسل. هذا لم يُرضِ كلاً من بيكر وزميلته في التمثيل لالا وارد، اللذين لم يتفقا مع ناثان-تيرنر على الاتجاه الجديد.
وصلت هذه التغييرات مع الموسم الثامن عشر في خريف عام 1980، عندما انخفض جمهور دكتور هو بشكل كبير إلى حوالي خمسة ملايين مشاهد، ويرجع ذلك أساسًا إلى المنافسة من المسلسل الأمريكي المستورد لشبكة آي تي في، باك روجرز في القرن الخامس والعشرين. قرر توم بيكر أنه بعد سبعة مواسم في هذا الدور، سيترك الدور. نُشر رحيله على نطاق واسع في الصحافة، حيث جذب بيكر الكثير من التعليقات لاقتراحه المازح بأن خليفته يمكن أن تكون امرأة، وهو ما لم يسارع ناثان-تيرنر، المدرك للدعاية، إلى نفيه.

### الدكتور الخامس
سعى المُنتِج في البداية إلى الممثل ريتشارد جريفيثز ليخلف بيكر، ولكن عندما تبيّن أنه غير مُتاح، قام باختيار بيتر دافيسون، الذي سبق له العمل معه في المسلسل الدرامي الشهير "كل المخلوقات العظيمة والصغيرة". كان دافيسون مُختلفًا تمامًا عن سابقيه الأربعة، حيث كان أصغر سنًا بكثير، تماشيًا مع رغبة ناثان تيرنر في أن يكون الدكتور الخامس مُختلفًا تمامًا عن الدكتور الرابع الشهير، حتى لا يُجري الجمهور مُقارنات غير مُنصفة بينهما. كان الدكتور دافيسون، يمكن القول، الأكثر إنسانية بينهم جميعًا، والشخص الذي رُكز على ضعفه أكثر من غيره. غالبًا ما كان الدكتور الخامس يتفاعل مع الظروف من حوله بدلًا من أن يكون استباقيًا، وكانت لديهِ هالة أرستقراطية شابة حوله، على عكس شخصية بيكر البوهيمية.
ظهر دافيسون لأول مرة في نهاية الموسم الثامن عشر كخاتمة في مسلسل "لوغوبوليس"، على الرغم من أنه لم يبدأ موسمه الكامل الأول في هذا الدور حتى عام 1982. في غضون ذلك، قرر آلان هارت، المراقب في قناة بي بي سي 1، نقل البرنامج من الخريف إلى فترة بث الربيع. كان هذا جزئيًا لأنه، بعد ثمانية عشر عامًا في أمسيات السبت، قرر أيضًا تغيير تاريخ البث، حيث عرض المسلسل مرتين في الأسبوع في أيام الأسبوع بدلاً من مرة واحدة في الأسبوع أيام السبت. كان لهذا تأثير تقليل عدد الأسابيع التي يُعرض فيها المسلسل إلى ثلاثة عشر بدلاً من ستة وعشرين. بالإضافة إلى ذلك، كان دافيسون يعمل أيضًا في المسلسل الكوميدي "الغرق أو السباحة" على قناة بي بي سي، ولم يكن متاحًا لتسجيل ما يكفي من الحلقات لجعل تاريخ البدء في الخريف ممكنًا.
هذه التجربة في اختبار جدوى عرض مسلسل درامي مرتين في الأسبوع ستؤدي لاحقًا إلى إطلاق المسلسل الشهير للغاية "إيست إندرز" في نفس التوقيت. كما كان لها تأثير قصير المدى بمضاعفة جمهور مسلسل "دكتور هو"، حيث كانت قصة "الأوركيد السوداء" هي القصة الأخيرة من الموسم المنتظم - والوحيدة في الثمانينيات - التي تجاوزت حاجز العشرة ملايين مشاهد للقصة بشكل عام، مع رقم مسجل بلغ عشرة ملايين مشاهد. كانت آخر حلقة فردية بأكثر من عشرة ملايين مشاهد هي الجزء الأول من "تايم فلايت" عام 1982.
خلال إنتاج الموسم التاسع عشر، قرر بيدميد الانتقال واُستبدل كمحرر نصوص، أولاً مؤقتًا بواسطة أنتوني روت ثم بشكل أكثر دائمًا بواسطة إريك ساورد، الذي بقي في هذا الدور لعدة سنوات. أشرف هو وناثان تيرنر على اعتماد متزايد على تاريخ العرض في المواسم التالية، مع عودة شخصيات وخصوم مختلفين من ماضي الطبيب، وبلغت ذروتها في عام 1983 بالحلقة الخاصة للاحتفال بالذكرى السنوية العشرين، وهي حلقة مدتها 90 دقيقة بعنوان "الدكاترة الخمسة".
ترك دافيسون الدور بعد ثلاثة مواسم في عام 1984. كان باتريك تروتون قد نصحه بعدم البقاء لأكثر من ثلاث سنوات وكان أيضًا غير راضٍ عن جودة النصوص في البرنامج خلال الموسم العشرين. على الرغم من أنه شعر أن الأمور قد تحسنت في الموسم الحادي والعشرين، إلا أنه بحلول ذلك الوقت قام بالفعل الإعلان عن رحيله، وكان ناثان تيرنر قد اختار كولن بيكر - الذي ظهر يلعب شخصية أخرى في قصة الموسم العشرين "قوس اللانهاية" - ليحل محله. أصبح كولين بيكر الطبيب السادس على الشاشة في مارس 1984 بعد قصة دافيسون الأخيرة، "كهوف أندروزاني".

### الدكتور السادس
كان الموسم الأول الكامل لكولين بيكر عام 1985 ناجحًا إلى حد ما. قرر آلان هارت تجربة مضاعفة طول حلقات مسلسل دكتور هو، حيث تألف الموسم الثاني والعشرون من ثلاثة عشر حلقة مدتها 45 دقيقة بدلاً من ستة وعشرين حلقة مدتها 25 دقيقة كما كان الحال سابقًا. عادت السلسلة أيضًا إلى أمسيات السبت، حيث استمرت في جذب أرقام مشاهدة محترمة تتراوح بين سبعة إلى ثمانية ملايين مشاهد لمعظم الحلقات على الرغم من أنها واجهت منافسة شديدة من مسلسل أمريكي آخر على قناة ITV، وهو مسلسل فريق النخبة. كما قوبل تصوير بيكر للدكتور بانتقادات. كانت شخصية الدكتور أكثر قصفًا وتسلطًا من أي شخصية أخرى، وقد تسبب استخدام الدكتور للقوة المميتة ضد أعدائه في عدد قليل من القصص في جدل.
جذبت السلسلة مرة أخرى بعض الانتقادات بسبب المحتوى "المروع" لبعض الحلقات. على عكس المخاوف التي أثيرت في وقت سابق حول فترة المنتج فيليب هينكليف، جاء العديد من هذه المخاوف من داخل هيئة الإذاعة البريطانية نفسها. تولى مايكل جريد منصب المراقب في قناة بي بي سي ون في عام 1984، ولم يكن من محبي المسلسل. في الواقع، اعترف لاحقًا في مقابلات بأنه "كره" البرنامج، وأنه أراد إلغاءه تمامًا. ومع ذلك، هناك الكثير من الجدل حول مدى تأثير وجهات نظره الشخصية على قراراته. في ذلك الوقت، كانت هيئة الإذاعة البريطانية تعاني من نقص مالي بسبب مشاريع مكلفة مثل إطلاق مسلسل إيست إندرز، والبرامج الصباحية والنهارية، وكانت هناك حاجة إلى توفيرات في جميع أنحاء المؤسسة.
على أي حال، عندما اُعلن عن نقل إنتاج مسلسل دكتور هو إلى عام مالي لاحق، فُسر الخبر على أنه تهديد بإلغاء العرض. كان غضب الصحافة والجمهور أكبر بكثير مما كان يتوقعه جريد أو مجلس محافظي هيئة الإذاعة البريطانية، حيث مُنح قصة غلاف كاملة في صحيفة التابلويد الشعبية ذا صن. حتى أنه اُنتجت واُصدرت أغنية خيرية، "الدكتور في محنة"، في مارس 1985. كتبها إيان ليفين وفياخرا ترينش وأداها مجموعة من 30 من المشاهير من المستوى المتوسط، بما في ذلك نيكولا براينت ونيكولاس كورتني وكولين بيكر نفسه، تحت شعار "Who Cares". اُنتقدت الأغنية عالميًا.
انقطع عصر بيكر بما سيكون فجوة طويلة مدتها 18 شهرًا بين الموسمين 22 و23، مقارنة بالفجوة المعتادة آنذاك البالغة تسعة أشهر بين المواسم. قبل تأجيله، كانت الخطط للموسم 23 متقدمة بشكل جيد، مع كتابة النصوص بالفعل وفي حالة واحدة على الأقل توزيعها على الممثلين والعاملين في الإنتاج.
بُث الموسم الثالث والعشرين في النهاية في خريف عام 1986. كان إنتاج الموسم الجديد معقدًا بسبب عوامل مختلفة. على الرغم من أن طول الحلقة قد عاد إلى 25 دقيقة، إلا أن عدد الحلقات انخفض إلى أربعة عشر حلقة، أي أكثر من نصف طول معظم المواسم السابقة. كانت السلسلة لا تزال في مواجهة فريق النخبة، وبعد أن غابت عن الهواء لمدة ثمانية عشر شهرًا، وجدت صعوبة في استعادة المشاهدين الذين تحولوا إلى قناة آي تي في. قرر سوارد وناثان تيرنر وضع قصة شاملة للموسم بأكمله بعنوان محاكمة سيد الزمن، لكن تعقيداتها أثبتت أنها مربكة لكل من الكتاب والمشاهدين، حيث حقق الموسم أرقام مشاهدة تتراوح بين أربعة إلى خمسة ملايين فقط.
كانت هناك مشاكل وراء الكواليس أيضًا. توفي روبرت هولمز، الذي عاد للكتابة للمسلسل بشكل شبه منتظم في عام 1984، قبل أن يتمكن من تسليم الحلقة الأخيرة. بالإضافة إلى ذلك، تشاجر سوارد وناثان تيرنر، واستقال سوارد من البرنامج، وتولى ناثان تيرنر بشكل غير رسمي دور محرر النصوص بعد رحيل سوارد. على الرغم من كل هذا، وافق جريد على السماح باستمرار المسلسل، ونقله من ليالي السبت إلى فترة منتصف الأسبوع مرة أخرى، واقتصر مرة أخرى على موسم من أربعة عشر حلقة مدتها 25 دقيقة فقط. كما أمر بالعثور على دكتور جديد، لأنه لم يكن معجبًا بتصوير كولين بيكر. لذلك فُصل بيكر من الدور، على الرغم من توسلات ناثان تيرنر لإدارة هيئة الإذاعة البريطانية بأن بيكر لم يفِ بعقده الذي مدته ثلاث سنوات، بعد أن أكمل فعليًا ما يعادل موسمًا ونصف فقط.

### الدكتور السابع
اعتقد ناثان-تيرنر أنه سيغادر المسلسل أخيرًا، ولكن لعدم توفر أو استعداد أي منتج آخر لتولي المسلسل، أُمر بالبقاء. بصفته منتجًا موظفًا في هيئة الإذاعة البريطانية (BBC)، لم يكن لديه خيار يذكر سوى قبول ذلك أو الاستقالة من المؤسسة. لم يكن ناثان-تيرنر يتوقع إنتاج الموسم الرابع والعشرين، لذا لم يتبق لديه سوى القليل من الوقت للاستعداد، فقام بتعيين أندرو كارتمل، عديم الخبرة، كمحرر نصوص بناءً على نصيحة صديق كان قد أدار دورة وحدة كتابة نصوص الدراما في هيئة الإذاعة البريطانية التي حضرها كارتمل، واختار الممثل الاسكتلندي غير المعروف سيلفستر مكوي ليقوم بدور الدكتور السابع. في موسمه الأول، صور مكوي، وهو ممثل كوميدي، الشخصية بقدر من الفكاهة الشبيهة بالمهرج، لكن تأثير كارتمل سرعان ما غيّر ذلك. تطور الدكتور السابع إلى شخصية أكثر قتامة من أي من تجسيداته السابقة، حيث تلاعب بالناس كقطع شطرنج ويبدو دائمًا أنه يلعب لعبة أعمق مما يبوح به.
وضع جرايد الموسم الجديد الساعة 7:35 مساءً أيام الاثنين مقابل المسلسل التلفزيوني الشهير على قناة اي تي في، شارع كورونيشن. كان هذا الأخير البرنامج الأكثر مشاهدة على التلفزيون البريطاني، وبالتالي عانت أرقام مشاهدة دكتور هو، على الرغم من أنها كانت غالبًا الأفضل لأي برنامج من إنتاج هيئة الإذاعة البريطانية يُبث في هذا التوقيت (لم تأخذ أرقام المشاهدة في ذلك الوقت في الاعتبار التسجيلات على أشرطة الفيديو). كما اُستهزأ علنًا بجودة الموسم من قبل العديد من محبي البرنامج، على الرغم من أنه خلال الموسمين التاليين، عُوضت الانتقادات ببعض المشاهدين الأكثر سعادة، الذين شعروا أن الفريق الشاب من الكتاب الذي جمعه كارتمل كان يأخذ البرنامج في الاتجاه الصحيح.
حاول ناثان-تيرنر المغادرة مرة أخرى في نهاية إنتاج الموسم الخامس والعشرين في عام 1988، لكن اُقنع مرة أخرى بالبقاء لمدة عام آخر بعد أن عُرض على منتج آخر في هيئة الإذاعة البريطانية - بول ستون، الذي أنتج صندوق المسرات - المنصب لكنه رفضه. بقي هو وكارتمل في فريق الإنتاج للموسم السادس والعشرين في عام 1989. على الرغم من أن الموسم حظي بالثناء مرة أخرى، فإن أرقام المشاهدة كانت كارثية، حيث بدأت بحوالي 3 ملايين وارتفعت إلى حوالي 4.5 مليون فقط بحلول نهاية الموسم. في نهاية العام، اُستقطب كارتمل ليحرر نصوص الدراما الطبية الشهيرة لهيئة الإذاعة البريطانية، الخسائر، وغادر ناثان-تيرنر العرض أخيرًا أيضًا، على الرغم من عدم تعيين بدائل لأي من المنصبين حيث اُغلق الإنتاج الداخلي.
على الرغم من أن مايكل جرايد غادر هيئة الإذاعة البريطانية في عام 1987 لتولي منصب جديد كرئيس تنفيذي للقناة الرابعة، ظل دكتور هو في مكانه السيئ مقابل شارع كورونيشن في مواسم تتكون من أربعة عشر حلقة مدتها 25 دقيقة فقط، واستمر في المعاناة في التصنيفات. نظر جوناثان باول، المراقب الجديد لبي بي سي ون، إلى ناثان-تيرنر بازدراء، وقرر رئيس قسم المسلسلات الجديد في هيئة الإذاعة البريطانية، بيتر كريجين، إلغاء المسلسل، وهو قرار كان واضحًا لفريق الإنتاج بحلول نهاية إنتاج الموسم السادس والعشرين في أغسطس 1989.
كانت القصة الأخيرة التي اُنتجت كجزء من المسيرة الأصلية هي ضوء الشبح، على الرغم من أنها لم تكن الأخيرة التي بُثت. كان ذلك البقاء، الحلقة الأخيرة التي بُثت في 6 ديسمبر 1989، وأنهت مسيرة المسلسل التي استمرت ستة وعشرين عامًا. قرر جون ناثان-تيرنر قرب البث أنه ينبغي إعطاء خاتمة أكثر ملاءمة للحلقة الأخيرة لأنها ربما كانت ستكون الأخيرة على الإطلاق. وفقًا لذلك، كتب أندرو كارتمل مونولوجًا ختاميًا قصيرًا وحزينًا لسيلفستر ماكوي، سجله ماكوي في 23 نوفمبر 1989 - بالصدفة، الذكرى السادسة والعشرون للعرض. دُبلج ذلك على المشهد الختامي بينما كان الدكتور ورفيقته إيس يسيران بعيدًا، على ما يبدو لمغامرات أخرى.

## تسعينيات القرن العشرين

### الموسم 27 المخطط له
في وقت إلغاء إنتاج المسلسل الأصلي، كان العمل قد بدأ بالفعل على الموسم السابع والعشرون. صرح كل من مكوي ورفيقته الحالية صوفي ألدريد (إيس) بأنهما كانا سيغادران خلال هذا الموسم. كانت القصص سترى انضمام إيس إلى أكاديمية لوردات الزمن في غاليفري، وتقديم لصّة قطط كرفيقة جديدة. كان محرر النصوص أندرو كارتمل قد بدأ بالفعل العمل على أربع قصص مترابطة بشكل فضفاض كانت ستشكل الموسم: "إيد الأرض" بقلم بن آرونوفيتش (أوبرا فضائية تتميز بكائنات فضائية تشبه الحشرات)، و"وقت الجليد" بقلم مارك بلات (تدور أحداثها في لندن في الستينيات، وتتميز بعودة محاربي الجليد ومغادرة إيس)، و"جريمة القرن" بقلم كارتمل (قصة معاصرة تتميز بالاختبار على الحيوانات)، و"أليكسيون" بقلم روبن موخيرجي (حيث يُستدرج الدكتور إلى كويكب معزول للعب سلسلة من ألعاب الحياة أو الموت). قبل تقديم الرفيقة الجديدة، كان "وقت الجليد" سيُظهر والدها، وهو مجرم يُدعى سام تولينجر، والذي كان من المفترض أن يكون شخصية متكررة. كانت "أليكسيون" سترى الدكتور يُصاب بالجنون بعد مواجهة عدو نفسي، مع إجهاد عقلي بدلاً من الإجهاد الجسدي كسبب لتجدده في نهاية الموسم. ومع ذلك، نظرًا لأن البرنامج وُضع في حالة توقف مؤقت إلى أجل غير مسمى، لم تُطور أي من هذه القصص بشكل كامل. ذُكر الممثلان ريتشارد جريفيثز ويان ريتشاردسون كاسمين من قبل فريق الإنتاج كبديلين لمكوي.
(يبدو أن التفاصيل المذكورة أعلاه تستند بشكل أساسي إلى مقال نظري كتبه ديف أوين لمجلة دكتور هو في العدد 205، أغسطس 1997. على وجه الخصوص، كان مفهوم التجدد من خلال الجنون من اختراع أوين الخاص ولم يكن أبدًا جزءًا من خطط أندرو كارتمل أو فريقه من الكتاب، على الرغم من أن كارتمل أصبح على علم بالفكرة منذ ذلك الحين وأعطاها موافقته كنهاية محتملة مناسبة للدكتور السابع. لم تُكلف أي من القصص المذكورة أعلاه في وقت الإلغاء، حتى إلى حد الخطوط العريضة، وجُمعت بواسطة ديف أوين من مقابلات مع المؤلفين الأكثر احتمالاً الذين كان سيُكلفو لو استمر المسلسل.)
في 12 نوفمبر 2009، أعلنت شركة بيج فينيش للإنتاج عن نسخة صوتية من الموسم السابع والعشرون مع سيلفستر مكوي وصوفي ألدريد وبيث تشالمرز كرفيقة جديدة تُدعى راين كريفي (وليس كيت تولينجر كما كان يُقترح سابقًا). ساهم مارك بلات بـ "الجليد الرقيق"، بينما كتب محرر النصوص أندرو كارتمل "جريمة القرن"، و"حيوان" وشارك في كتابة "إيد الأرض" مع بن آرونوفيتش.

### ما وراء التلفاز
بعد توقف عرض المسلسل عام 1989، اُنتجت مشاريع مختلفة لدكتور هو بترخيص من هيئة الإذاعة البريطانية. استمرت مجلة دكتور هو في نشر سلسلتها الهزلية الطويلة ونشرت قصصًا خيالية أصلية، واستمرت في البداية في سلسلة القصص مع الطبيب السابع وآيس وتضمنت رفاقًا وأطباء آخرين. نشرت دار نشر فيرجين سلسلة من الكتب الأصلية، مغامرات دكتور هو الجديدة (NAs)، من عام 1991 إلى عام 1997. استمرت هذه السلسلة في قصص الدكتور السابع، واستكشفت وطورت بشكل أكبر المواضيع والأفكار التي قُدمت في السنوات الأخيرة من المسلسل التلفزيوني. كتب العديد من الكتاب الذين عملوا في تلك الحقبة NAs، بالإضافة إلى كتاب من عصور سابقة وبعض الكتاب الذين سيعملون في المسلسل الجديد، بما في ذلك راسل تي ديفيز، وبول كورنيل، ومارك جاتس، وغاريث روبرتس. قدمت NAs رفاقًا أصليين، بما في ذلك بيرنيس سومرفيلد، وفي مرحلة ما، فكر محررو السلسلة في تجديد الدكتور؛ لكنهم قاموا بتجديد الماستر. أدى نجاح NAs إلى نشر فيرجين لمغامرات مفقودة، تضم أطباء ورفاقًا سابقين، والعديد من المختارات من القصص القصيرة.
بعد الفيلم التلفزيوني، حل الدكتور الثامن محل الدكتور السابع في كل من الشريط الهزلي والكتب الأصلية. استعادت بي بي سي بوكس حقوق نشر القصص الخيالية الأصلية في عام 1997 ونشرت سلسلتين، مغامرات الدكتور الثامن ومغامرات الدكتور السابق بالإضافة إلى بعض مختارات القصص القصيرة، حتى عام 2005. قامت بيج فينيش برودكشنز بتكييف العديد من NAs، باستثناء الدكتور، إلى مسرحيات صوتية؛ بناءً على ذلك، حصلوا على ترخيص من هيئة الإذاعة البريطانية لإنتاج مسرحيات صوتية أصلية تضم الدكتور ورفاقهم، وفي النهاية أنتجوا أيضًا مسرحيات تضم شخصيات ووحوش أخرى من المسلسل التلفزيوني والمنتجات العرضية؛ نشرت بيج فينيش أيضًا مختارات من القصص القصيرة. جذبت بيج فينيش عددًا من الكتاب من سلسلة الكتب بالإضافة إلى كتاب جدد، بما في ذلك روب شيرمان؛ كما أعطت أيضًا للدكتور المستقبلي ديفيد تينانت أول دور تمثيلي له في قصة دكتور هو.
لمزيد من المعلومات، راجع مقالة منتجات دكتور هو الفرعية [الإنجليزية].
على الرغم من الغائه لجميع المقاصد والأغراض (قالت النجمة المشاركة في المسلسل صوفي ألدريد في الفيلم الوثائقي أكثر من 30 عامًا في التاردس إنها أُبلغت بألغائه)، إلا أن هيئة الإذاعة البريطانية حافظت على أن المسلسل كان مجرد "في فترة توقف" وأصرت على أن العرض سيعود. سينتج ناثان تيرنر مشروعًا واحدًا آخر لدكتور هو، وهو العرض الخاص بالذكرى الثلاثين للأبعاد في الزمن، في عام 1993، كبديل لمشروع الذكرى الثلاثين الذي اُجهض والذي يسمى البعد المظلم.

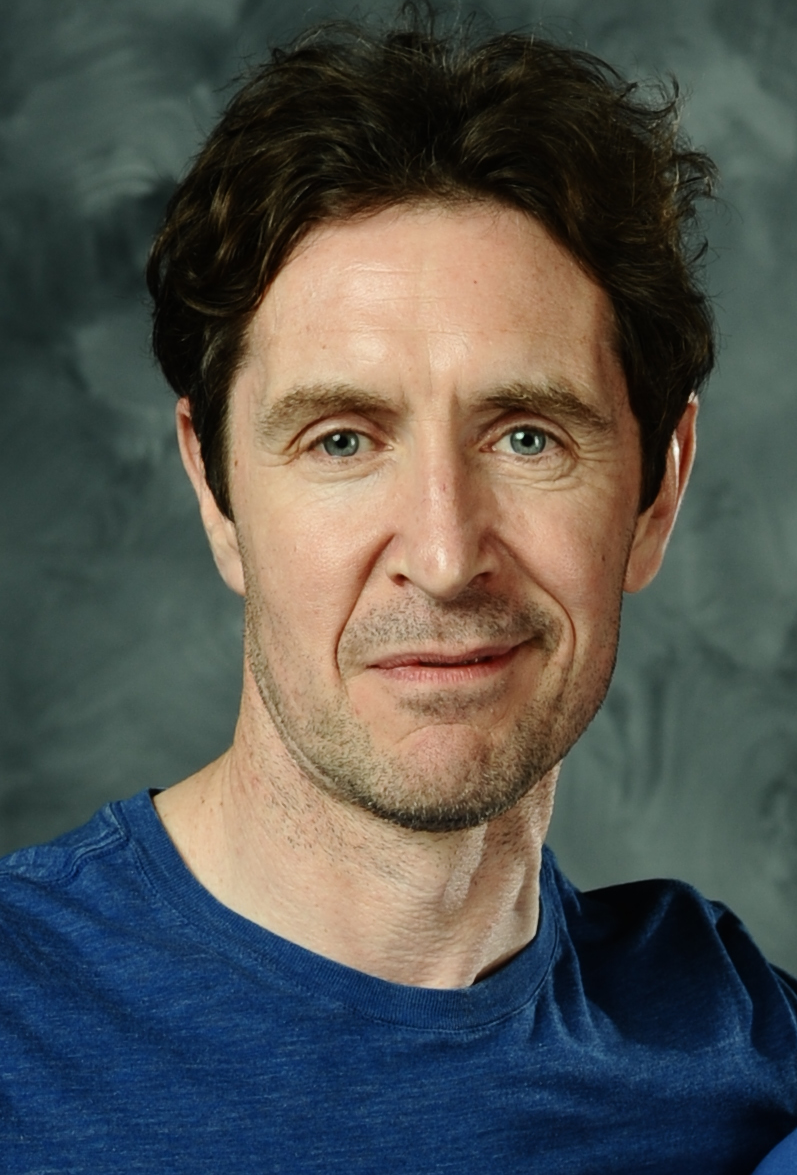
بول ماكغان بدور الدكتور الثامن.

### الدكتور الثامن
على الرغم من توقف الإنتاج الداخلي، كانت هيئة الإذاعة البريطانية تأمل في العثور على شركة إنتاج مستقلة لإعادة إطلاق المسلسل، وقد تواصلو معها لمثل هذا المشروع في وقت مبكر من يوليو 1989 (بينما كانت السلسلة السادسة والعشرون لا تزال قيد الإنتاج) من قبل فيليب سيغال، وهو مغترب بريطاني يعمل في الذراع التلفزيوني لشركة كولومبيا بيكتشرز في الولايات المتحدة. استمرت مفاوضات سيغال لعدة سنوات وتبعته من كولومبيا إلى شركة أمبلين إنترتينمنت التابعة لستيفن سبيلبرغ وأخيراً إلى الذراع التلفزيوني لشركة يونيفرسال ستوديوز. في أمبلين، اقترب سيغال من إثارة اهتمام شبكة سي بي إس بتكليف المسلسل كعرض بديل في منتصف الموسم في عام 1994، لكن هذا لم يتحقق في النهاية.
أخيراً، في يونيفرسال، تمكن سيغال من إثارة اهتمام شبكة فوكس بالبرنامج، في شكل نائب رئيسها المسؤول عن إنتاج الأفلام التلفزيونية، تريفور والتون، وهو إنجليزي كان على دراية بالفعل بالمسلسل. على الرغم من أن والتون لم يكن لديه سلطة لتكليف مسلسل، إلا أنه كان قادراً على تكليف فيلم تلفزيوني لمرة واحدة يعمل كحلقة تجريبية لإحياء محتمل للمسلسل. الفيلم الذي اُنتج في النهاية كان ببساطة بعنوان دكتور هو. لتمييزه عن المسلسل التلفزيوني، اقترح سيغال لاحقاً العنوان البديل العدو في الداخل [الإنجليزية]. تختلف الآراء حول كيفية الإشارة إلى الفيلم التلفزيوني بين المعجبين، ولكن الاستخدام الأكثر شيوعاً هو مجرد تسميته "الفيلم التلفزيوني" أو اختصاره كـ "TVM".
كانت الخطة الأصلية هي نسخة أمريكية جديدة تماماً من دكتور هو، بنفس الطريقة التي كانت بها "سانفورد وابنه" بمثابة إعادة إنتاج غير ذات صلة لـ"ستيبتو وابنه"، وقد أعادت كل من بالأسرة إنتاج "حتى يفرقنا الموت". ومع ذلك، عندما وصل كاتب السيناريو الجديد ماثيو جاكوبس في عام 1995 - بإقناع والتون، الذي شعر أن هناك حاجة إلى قصة أبسط من القصص الخلفية المعقدة التي أنشأها سيغال مع الكاتب جون ليكلي - أقنع سيغال بأن الفيلم يجب أن يكون بدلاً من ذلك استمراراً مباشراً لمسلسل هيئة الإذاعة البريطانية، وهو أمر لم تحاوله أي شركة إنتاج أمريكية من قبل عند شراء حقوق برنامج بريطاني.
وافق سيغال، وظهر سيلفستر ماكوي لفترة وجيزة في بداية الفيلم، قبل أن "يتجدد" إلى الدكتور الثامن [الإنجليزية] كما لعبه بول ماكغان. كان ماكغان هو الخيار الأول لسيغال لهذا الدور، على الرغم من أن الممثل نفسه وشبكة فوكس لم يكونا متحمسين في البداية. ادعى سيغال لاحقاً أن المنتج التنفيذي لهيئة الإذاعة البريطانية في المشروع، جو رايت، أرادت أن يلعب توم بيكر دور "الطبيب السابق"، لأنه كان يُنظر إليه على أنه الطبيب المحدد من قبل الجمهور البريطاني ولم تكن فترة ماكوي تحظى بشعبية كبيرة، لكنها تراجعت عندما أوضح سيغال كيف يتعارض ذلك مع استمرارية البرنامج. كان على سيغال أيضاً أن يناضل من أجل الاحتفاظ بشعار دكتور هو المألوف: أراد الملحن جون ديبني كتابة مقطوعة جديدة، لكنه اقتنع بإنشاء إعادة ترتيب لتكوين رون جرينر، على الرغم من أن جرينر لم يحصل على أي تقدير على الشاشة لعمله. كان هناك رابط آخر لسلسلة هيئة الإذاعة البريطانية وهو استخدام الشعار المستخدم من عام 1970 إلى عام 1973 خلال عصر جون بيرتوي. أصبح هذا الشعار فيما بعد شعار الامتياز الرسمي حتى اُستبدل في عام 2004، على الرغم من أنه سيظهر على جميع البضائع التي تضم أي من دكاترة المسلسل الأصلي حتى عام 2018.
عُرض الفيلم على شبكة فوكس في 14 مايو 1996، وعلى قناة بي بي سي وان بعد ثلاثة عشر يومًا - على الرغم من عرضه الأول فعليًا على قناة سيتي تي في في تورنتو، كندا، حيث صُور الفيلم في فانكوفر، في 12 مايو - لم يحصد الإنتاج سوى 5.5 مليون مشاهد في الولايات المتحدة، على الرغم من أنه كان أكثر نجاحًا في المملكة المتحدة مع 9 ملايين مشاهد، مما جعله واحدًا من أفضل عشرة برامج في ذلك الأسبوع.
كان طبيب ماكغان مزيجًا من البهجة والدهشة الطفولية تجاه الكون مع ومضات عرضية لروحٍ قديمة في جسد شاب، وقد اُستقبل بشكل جيد من قبل المعجبين، حتى لو كانت ردود الفعل على الفيلم التلفزيوني متباينة. ومع ذلك، على الرغم من نجاح الفيلم وشعبيته في المملكة المتحدة، فإن أرقام المشاهدة المخيبة للآمال في الولايات المتحدة دفعت فوكس إلى رفض تكليف مسلسل. مع عدم وجود شبكة بث مرتبطة في الولايات المتحدة، لم تستطع يونيفرسال إنتاج مسلسل لقناة بي بي سي وحدها. في الواقع، كان سيكون من الأرخص على بي بي سي أن تصنع مسلسلًا جديدًا بنفسها بدلاً من الدفع مقابل مسلسل بدون شريك إنتاج. وهكذا اُلغيت خطط مسلسل جديد، مع عدم وجود إنتاج جديد محتمل مع نهاية العقد.

### العودة إلى بي بي سي
بعد الفيلم التلفزيوني عام 1996، احتفظت شركة يونيفرسال ببعض الحقوق لإنتاج قصص جديدة من مسلسل "دكتور هو"، ولكن لعدم وجود جهة بثٍّ مرتبطة بالموضوع، سمحت لتلك الحقوق بالانتهاء. وبالتالي، عادت حقوق الإنتاج الكاملة إلى بي بي سي في عام 1997.
لم يحدث الكثير في بي بي سي فيما يتعلق بإنتاج "دكتور هو" الجديد حتى العام التالي، عندما وصل المنتج مال يونغ إلى الذراع الإنتاجي الداخلي للمؤسسة كرئيس لقسم المسلسلات الدرامية المستمرة. كان يونغ حريصًا على إحياء البرنامج، وهذه الرغبة شاركها معه مدير قناة بي بي سي ون في ذلك الوقت، بيتر سالمون. توني وود، وهو منتج في قسم يونغ، كان يعمل سابقًا في تلفزيون إي تي في غرناطة، تذكر حماس زميله السابق راسل تي ديفيز للبرنامج وأوصى به ليونغ كشخص قد يكون كاتبًا جيدًا لنسخة جديدة. كان ديفيز قد كتب مؤخرًا مسلسلات درامية لغرناطة مثل "ذا جراند" و"لمس الشر" لشبكة اي تي في، وفي وقت سابق من ذلك العقد، عمل في بي بي سي، حيث كتب المسلسلات الخيال العلمي للأطفال التي نالت استحسانًا جيدًا "شلالات القرن" و"الموسم المظلم"، والتي احتوت في حد ذاتها على العديد من المواضيع المتأثرة بمسلسل "دكتور هو".
رُتب اجتماع بين ديفيز والمنتج المسؤول عن التطوير لدى مال يونغ، باتريك سبنس. في عام 1999، تناولت وسائل الإعلام القصة بعد النجاح والإشادة النقدية التي أحاطت بمسلسل ديفيز على القناة الرابعة، "المثليون كشعب". على الرغم من أن مصادر مختلفة ادعت أنه اُعطي عنوان مبدئي للمسلسل الجديد المقترح "دكتور هو 2000"، إلا أنه في الواقع لم يُنجز سوى القليل من العمل، حيث أُبلغ بيتر سالمون من قبل بي بي سي العالمية بأن سلسلة جديدة ستزعج الخطط الأولية التي كانوا يضعونها لنسخة فيلم جديدة من المسلسل. وهكذا، اُجلت خطط إحياء المسلسل التلفزيوني في الوقت الحالي وبدا أنها أصبحت أقل احتمالًا في عام 2000 عندما اُستبدل سالمون كمدير لقناة بي بي سي ون.

## العقد الأول من القرن الحادي والعشرين

### الذكرى الأربعون للدكتور
ومع ذلك، أثبتت خليفة سالمون، لورين هيجيسي، أنها متحمسة بنفس القدر لفكرة مسلسل دكتور هو الجديد، وغالبًا ما كانت تُعلّق على الصحافة بأنها ترغب في متابعة الفكرة ولكن "صعوبات الحقوق" منعتها. وبالمثل، صدرت تعليقات إيجابية من رئيسة قسم الدراما في المؤسسة، جين ترانتر. تلقت هيجيسي العديد من المقترحات للمسلسل الجديد منذ أن تولت السيطرة على قناة بي بي سي ون، وكان أبرزها من المنتج دان فريدمان - الذي أنتج قصة دكتور هو رسمية كاملة، بعنوان "الموت يأتي في الوقت المناسب"، لموقع بي بي سي BBCi على الويب في عام 2001. وجاء آخر من الممثل والكاتب مارك جاتس، الذي وضع في عام 2002 وقدم اقتراحًا بالتعاون مع الكاتب غاريث روبرتس ومحرر مجلة دكتور هو آنذاك كلايتون هيكمان.
في غضون ذلك، قررت بي بي سي عبر الإنترنت، الذراع الإعلامي التفاعلي للمؤسسة، التي حققت نجاحات في بثها على الويب لمسلسل دكتور هو (بدءًا من "الموت يأتي في الوقت المناسب" المذكور أعلاه، والذي تلاه "في الوقت الحالى" في عام 2002 وإعادة إنتاج "شادا" غير المكتمل في عام 2003)، مشروعًا أكثر طموحًا للاحتفال بالذكرى الأربعين القادمة للبرنامج. في يوليو 2003، أعلنت بي بي سي عن إنتاج "صرخة الشالكا"، وهي مغامرة رسوم متحركة بالكامل اُقتبست للبث على الويب مع ريتشارد إي جرانت بدور الدكتور والسير ديريك جاكوبي بدور الماستر. نظرًا لعدم وجود خطط ملموسة لإنتاج سلسلة جديدة، أعلنت بي بي سي أن الشالكا هي الاستمرار الرسمي للبرنامج، وأن جرانت هو الدكتور التاسع الرسمي. ومع ذلك، سرعان ما تجاوزت الأحداث ذلك.

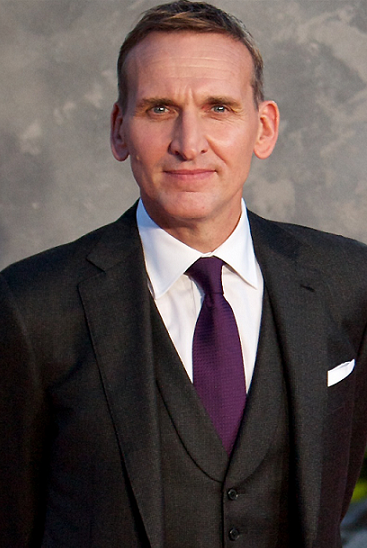
كريستوفر إكليستون بدور الدكتور التاسع.

### الدكتور التاسع
في سبتمبر 2003، تمكن هيجيسي من إقناع شركة ورد وايد بأنه نظرًا لمرور عدة سنوات الآن، ولم يقتربوا من إنتاج فيلم، يجب السماح لتلفزيون بي بي سي بإنتاج سلسلة جديدة. على الرغم من المقترحات الأخرى، اختار ترانتر وهيجيسي التواصل مع ديفيز مرة أخرى، الذي غالبًا ما كان يقول لبي بي سي عندما تواصلوا معه لمشاريع أخرى أنه لن يعود إليهم إلا لتولي مسؤولية سلسلة جديدة من دكتور هو. وقد قبل بسرعة، وفي 26 سبتمبر 2003، اُعلن رسميًا عن عودة دكتور هو إلى قناة بي بي سي ون، التي ستُنتج داخليًا في بي بي سي ويلز في عام 2004 لتُبث في عام 2005.
عُين ديفيز ككاتب رئيسي والمنتج التنفيذي للمسلسل الجديد (الذي يسمى السلسلة 1 بدلاً من الاستمرار في الترقيم بالموسم 27، على الرغم من أن الخيط السردي استمر من المسلسل القديم بدلاً من البدء من جديد)، وشمل الكتاب الآخرون مارك جاتيس وستيفن موفات وبول كورنيل وروب شيرمان. كان المنتج فيل كولينسون والمنتجون التنفيذيون الآخرون هم مال يونغ (على الرغم من أنه غادر بي بي سي في منتصف الإنتاج في نهاية عام 2004)، ورئيسة الدراما في بي بي سي ويلز، جولي غاردنر. كُتب ترتيب جديد للنغمة الرئيسية بواسطة موراي جولد. علقت غاردنر لاحقًا بأن اختيار كارديف كقاعدة لتصوير المسلسل كان نتيجة لمجموعة من العوامل. كانت هي وديفيز، اللذين عملا معًا في مسلسل الدراما الذي بثته بي بي سي كازانوفا من بطولة ديفيد تينانت، من ويلز؛ وكانت بي بي سي تتطلع إلى نقل المزيد من إنتاجاتها بعيدًا عن لندن، وكان هناك تنوع جيد في مواقع التصوير في المنطقة.
ستتألف السلسلة الجديدة من ثلاثة عشر حلقة مدة كل منها 45 دقيقة، وستحمل القصة الأولى عنوان "روز [الإنجليزية]" على اسم رفيقة الطبيب الجديدة روز تايلر [الإنجليزية]. على عكس المواسم السابقة التي استخدمت أسلوب سرد القصص المتسلسل، ستتضمن السلسلة الجديدة حلقات مستقلة أو من جزأين بشكل أساسي. بدأ تصوير الموسم الأول في كارديف في 18 يوليو 2004. مع تأكيد المسلسل الجديد، عندما بُث الشالكا على الإنترنت في نوفمبر 2003، كانت المغامرات الأخرى للدكتور التاسع لجرانت موضع شك. في فبراير 2004، اُجلت خطط إنتاج تتمات للشالكا إلى أجل غير مسمى، على الرغم من أن نسخة جرانت من الشخصية، التي أُطلق عليها الآن اسم "دكتور شالكا"، ستعود في قصة قصيرة بعنوان "عيد الوليمة الحجرية" نُشرت على موقع بي بي سي.
بعد الكثير من التكهنات في الصحافة حول المرشحين المحتملين، أعلنت هيئة الإذاعة البريطانية (BBC) أن كريستوفر إكليستون سيكون الدكتور التاسع، برفقة مغنية البوب السابقة بيلي بايبر بدور روز. في عدد أبريل 2004 من مجلة دكتور هو، أعلن ديفيز أن الدكتور إكليستون سيكون بالفعل الدكتور التاسع [الإنجليزية]، مما يُقصي الدكتور جرانت التاسع إلى وضع غير رسمي.
في أبريل 2004، عاد مايكل جريد إلى هيئة الإذاعة البريطانية، هذه المرة كرئيس لمجلس المحافظين، على الرغم من أن هذا المنصب لا ينطوي على أي مسؤوليات تتعلق بالتكليف أو التحرير. على الرغم من أنه نُقل عنه أنه كان غير مبالٍ بشكل عام بالمسلسل الجديد، إلا أنه في النهاية كتب رسالة بريد إلكتروني إلى المدير العام لهيئة الإذاعة البريطانية مارك تومبسون في يونيو 2005، بعد المسلسل الأول الناجح الجديد، أعرب فيها عن موافقته على شعبيته.
أُذيعت حلقة "روز" أخيرًا في 26 مارس الساعة 7 مساءً على قناة بي بي سي ون، وهي أول حلقة منتظمة من مسلسل دكتور هو منذ أكثر من 15 عامًا. لتكملة المسلسل، أنتجت بي بي سي ويلز أيضًا مسلسلًا وثائقيًا من 13 جزءًا بعنوان "دكتور هو سري للغاية"، حيث تُبث كل حلقة على قناة بي بي سي ثري مباشرة بعد انتهاء الحلقة الأسبوعية على قناة بي بي سي ون. حصلت "روز" على متوسط تقييمات ليلية بلغ 9.9 مليون مشاهد، وبلغت ذروتها عند 10.5 مليون. كان الرقم النهائي للحلقة، بما في ذلك التسجيلات المرئية التي شُهدت في غضون أسبوع من البث، 10.81 مليون، رقم 3 لقناة بي بي سي ون في ذلك الأسبوع ورقم 7 عبر جميع القنوات. أدى نجاح الإطلاق إلى تأكيد رئيسة الدراما في هيئة الإذاعة البريطانية، جين ترانتر، في 30 مارس أن المسلسل سيعود لكل من حلقة خاصة في عيد الميلاد في ديسمبر 2005 ومسلسل ثانٍ كامل في عام 2006.
حظيت السلسلة باستقبال جيد من النقاد والجمهور على حد سواء. ذهبت جائزة اختيار التلفزيون/كويك تي في لعام 2005 إلى إيكلستون لأفضل ممثل، ورُشح دكتور هو لأفضل مسلسل. كان إيكلستون و بايبر ودكتور هو جميعًا فائزين في فئاتهم في حفل توزيع جوائز التلفزيون الوطني في المملكة المتحدة، الذي أُعلن عنه في 25 أكتوبر 2005. فازت السلسلة بجائزتي بافتا في مايو، بما في ذلك فئة أفضل مسلسل درامي. نظرًا لعدم اهتمام الشبكات في الولايات المتحدة في البداية، عُرض دكتور هو لأول مرة على قناة ساي فاي في 17 مارس 2006، بعد عام واحد من العروض الكندية والبريطانية.
على الرغم من أن السلسلة الجديدة تستمر بوضوح في خط حبكة السلسلة الأصلية - مع تعريف إيكلستون في المواد الدعائية بأنه الدكتور التاسع، وظهور عناصر من السلسلة الأصلية مثل يونت وسارة جين سميث - فإن بي بي سي تتعامل رسميًا مع السلسلة كبرنامج جديد، واصفةً موسم 2005 بأنه "المسلسل 1". وقد أدى ذلك إلى جدل بين المعجبين الذين يرغبون في اتباع ترقيم بي بي سي وأولئك الذين يعتبرون مسلسل 2005 هو الموسم 27 (وهكذا).
بالتزامن مع السلسلة الجديدة، قامت بي بي سي بوكس بتجديد مجموعتها من الأعمال الخيالية الأصلية لـدكتور هو، حيث أوقفت، في الوقت الحالي، خط الكتب الورقية الدكتور الثامن والدكتور السابق (آخر مجلد من هذا القبيل ظهر في أواخر عام 2005) وأطلقت سلسلة جديدة من الروايات ذات الأغلفة الصلبة التي تضم الدكتور التاسع، ولاحقًا العاشر والحادي عشر.

### الدكتور العاشر
بعد ساعات من إعلان الموسم الثاني، ذكرت صحيفتا التابلويد ذا صن وديلي إكسبريس أن إكليستون قد تخلى عن المسلسل. ثم أصدر إكليستون على ما يبدو بيانًا عبر هيئة الإذاعة البريطانية (BBC)، قال فيه إنه سيترك الدور في عيد الميلاد خوفًا من أن يُصنف نمطيًا.
تراوحت ردود فعل المعجبين على الأخبار بين خيبة الأمل والحزن والانزعاج والغضب الصريح. ومع ذلك، أشار البعض إلى أن المسلسل مهيأ بشكل فريد للتعامل مع تغييرات الممثلين. اضطر عدد المنشورات الغاضبة على منتدى مركز جاليفري الشهير للمعجبين شون ليون، مالك الموقع، إلى إغلاق المنتدى لمدة يومين لتهدئة النفوس. نشأت تكهنات حول المدة التي قضاها فريق الإنتاج على علم بقرار إكليستون. في النهاية، تبين أن المغادرة كانت مُخططًا لها وأن النصوص كُتبت لاستيعاب مغادرة إكليستون، لكن لم يكن من المفترض أن يُعلن عنها حتى بعد انتهاء الموسم الأول. وقالت هيئة الإذاعة البريطانية إنها نسبت البيان كذبًا إلى إكليستون، وأصدرته في انتهاك لاتفاق سابق بعدم الكشف عن رحيله علنًا. صدر البيان بعد أن وجه الصحفيون استفسارات إلى المكتب الصحفي.
في 16 أبريل 2005، أكدت هيئة الإذاعة البريطانية أن ديفيد تينانت سيكون الدكتور العاشر [الإنجليزية]. حدث التجدد من إكليستون إلى تينانت في حلقة "فراق الطرق"، الحلقة الأخيرة من الموسم. لعب تينانت وبايبر بعد ذلك في حلقة صغيرة مدتها 7 دقائق لصالح "الأطفال المحتاجون". كانت أول قصة كاملة لتينانت كدكتور هي الحلقة الخاصة بعيد الميلاد 2005، "غزو عيد الميلاد"، وانضمت إليه بايبر طوال الموسم الثاني. في عرض بافتا لحلقة "فراق الطرق"، الحلقة الأخيرة من موسم 2005، في 15 يونيو 2005، أعلنت جين ترانتر أنه كُلفت حلقة موسمية ثانية (سميت لاحقًا "العروس الهاربة") وموسم ثالث من دكتور هو. غادرت بايبر البرنامج في نهاية الموسم الثاني، وانضمت إليه رفيقة جديدة، مارثا جونز (التي لعبت دورها فريما أجيمان)، في بداية الموسم الثالث في 31 مارس 2007.
عُرضت السلسلة الثانية في المملكة المتحدة والولايات المتحدة في عام 2006 وانتهى عرضها في كندا في 12 فبراير 2007. عُرضت السلسلة الثالثة في المملكة المتحدة في ربيع عام 2007 وبدأت عرضها في كندا والولايات المتحدة خلال صيف ذلك العام. بُثت حلقة خاصة لعيد الميلاد عام 2007 بعنوان "رحلة الملعونين" في 25 ديسمبر 2007 في المملكة المتحدة، وتضمنت كايلي مينوغ كممثلة بدور نادلة تُدعى أستريد بيث. عُرضت السلسلة الرابعة في المملكة المتحدة في عام 2008 وتضمنت رفيقين؛ دونا نوبل، التي ظهرت لأول مرة في "العروس الهاربة" ومارثا جونز، التي عادت إلى المسلسل لخمس حلقات من السلسلة الرابعة. عادت بيلي بايبر أيضًا إلى العرض لتُعيد تمثيل دورها الأصلي باسم روز تايلر.
بعد بث السلسلة الرابعة، أعلنت هيئة الإذاعة البريطانية أن العرض لن يعود كسلسلة أسبوعية في عام 2009، بسبب عدد من العوامل. بدلاً من ذلك، ستُبث أربع حلقات خاصة في عام 2009، مع عودة سلسلة كاملة في عام 2010. اُعلن لاحقًا أنه عندما عادت السلسلة الكاملة في عام 2010، لن يكون تينانت هو الدكتور. سيلعب الدور الممثل البالغ من العمر 26 عامًا مات سميث.
أدت عودة دكتور هو إلى إطلاق هيئة الإذاعة البريطانية لعدد من المسلسلات العرضية والبرامج ذات الصلة. كان أولها سلسلة ما وراء الكواليس "دكتور هو سري" التي بدأت عرضها على قناة بي بي سي الثالثة بالتزامن مع سلسلة 2005 وعادت لمجموعة جديدة من الحلقات في عام 2006؛ تركز كل حلقة على عناصر حلقة دكتور هو ذلك الأسبوع واستمرت السلسلة جنبًا إلى جنب مع جميع القصص منذ عام 2005. في عام 2006، ظهرت أول سلسلة عرضية كاملة لـ دكتور هو تورتشوود، على قناة بي بي سي الثالثة؛ لم تُبث في الولايات المتحدة حتى عرضتها بي بي سي أمريكا في سبتمبر 2007، بينما بثتها سي بي سي الكندية في أكتوبر 2007. كما ظهرت سلسلة أخرى وراء الكواليس، دكتور هو توتالي، التي عُرضت على قناة بي بي سي ون، في عام 2006. بعد ظهور سارة جين سميث في حلقة 2006 "لم شمل المدرسة"، اُعلن عن أن إليزابيث سلايدن ستعيد تمثيل الدور في سلسلة جديدة بعنوان مغامرات سارة جين، والتي عُرضت الحلقة الأولى منها على قناة بي بي سي ون في 1 يناير 2007، تليها بدايتها كسلسلة أسبوعية في سبتمبر 2007. بعد وفاة سلايدن، وصل البرنامج إلى نهايته بعد سلسلته الخامسة في خريف 2011. اُعلن عن سلسلة عرضية أخرى، كي-9، لعام 2007، لكن هذه السلسلة لم تُنتج بواسطة بي بي سي. بالإضافة إلى ذلك، قدم تينانت وأجييمان عملاً صوتيًا لـ "السعي اللانهائي"، وهو مسلسل رسوم متحركة بُث كجزء من سلسلة 2007 من دكتور هو توتالي.

## عقد 2010

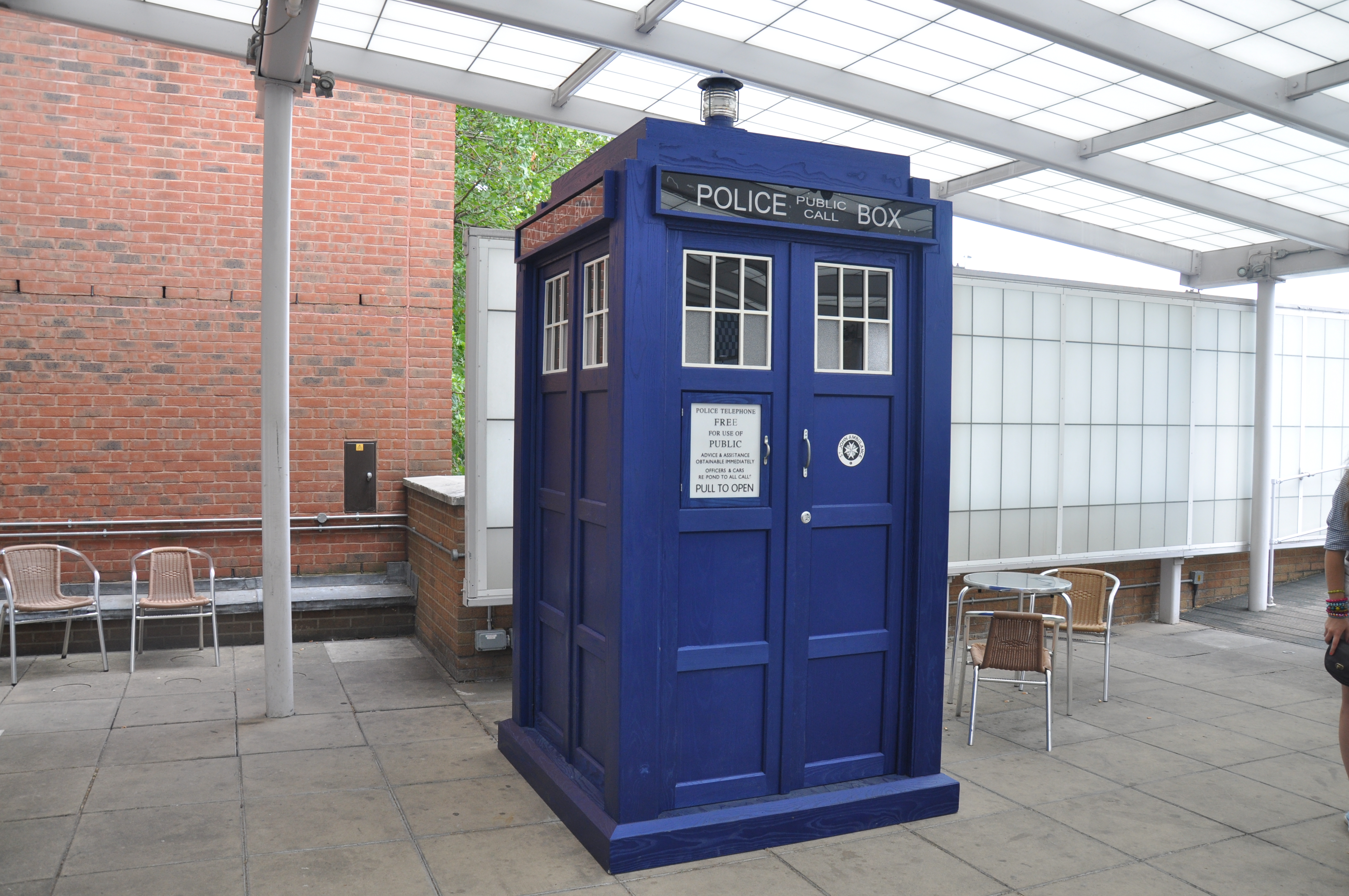
اُستخدم هذا النموذج من التارديس من عام 2010 إلى عام 2017.

### الدكتور الحادي عشر
في 20 مايو 2008، أُعلن أن راسل تي ديفيز سيتنحى عن منصب المنتج التنفيذي وكبير كتاب مسلسل دكتور هو في عام 2009؛ واُكد ستيفن موفات كبديل له. في 29 أكتوبر 2008، خلال خطاب قبوله عبر بث مباشر في حفل توزيع جوائز التلفزيون الوطنية، أعلن ديفيد تنانت علنًا عن نيته مغادرة المسلسل في نهاية العروض الخاصة لعام 2009، مما يفسح المجال لممثل جديد لتصوير التجسد الحادي عشر للدكتور [الإنجليزية] في سلسلة 2010. اُعلن عن الممثل البالغ من العمر 26 عامًا، مات سميث، خلفًا له في نسخة خاصة من برنامج دكتور هو سري، الذي بُث على قناة بي بي سي ون في 3 يناير 2009. بدأ الإنتاج على أول سلسلة لموفت وسميث في يوليو 2009، وبُثت الحلقة الأولى في 3 أبريل 2010.
رافقت السلسلة الجديدة شعار جديد، كُشف عنه في 6 أكتوبر 2009، وتسلسل عنوان جديد. تضمنت السلسلة تصميمًا داخليًا جديدًا تمامًا للتاردس، وتعديلًا طفيفًا للتصميم الخارجي للتاردس، ورفيقة جديدة - إيمي بوند - التي لعبت دورها كارين جيلان. انضم إلى جيلان بشكل متكرر آرثر دارفيل، الذي يلعب دور صديق إيمي (زوجها لاحقًا) روري ويليامز، وأليكس كينجستون بدور ريفر سونغ الغامضة.
اختتمت السلسلة الأولى للدكتور الحادي عشر في 26 يونيو 2010 ببث الحلقة الأخيرة من المسلسل "الانفجار الكبير"، تلتها حلقة خاصة أخرى لعيد الميلاد، "ترنيمة عيد الميلاد" وزوج من الحلقات القصيرة لـ الإغاثة الهزلية، "الفضاء" و"الوقت"، التي بُثت في 18 مارس 2011. كُلفت سلسلة كاملة ثانية من 13 حلقة لعام 2011، مع عودة سميث وجيلان كالدكتور وإيمي على التوالي (مما يجعلها المرة الأولى منذ إعادة إطلاق المسلسل في عام 2005 التي يبقى فيها كل من الدكتور والرفيق الرئيسي كما هما من سلسلة إلى أخرى). بُث المسلسل على جزأين، حيث بُثت الحلقات السبع الأولى بين أبريل ويونيو 2011، وبدأت الحلقات الست الأخيرة في 27 أغسطس 2011. مع المسلسل الجديد، رُقي دارفيل إلى عضو عادي في المسلسل ورفيق بدوام كامل باسم روري، واستمرت كينغستون في الظهور بشكل متكرر بدور ريفر سونغ.
بسبب القيود المالية التي يواجهها قسمُ الإذاعة البريطانية، قُسمت سلسلة عام 2012 المتوقعة، وهي السلسلة الثالثة لسميث، إلى 5 حلقات بُثت ابتداءً من سبتمبر 2012 و8 حلقات أخرى بُثت ابتداءً من أبريل 2013، مع عرض الحلقة الخاصة بعيد الميلاد، كما جرت العادة، بين هاتين المجموعتين من الحلقات. غادرتْ جيليان ودارفيل العرض في نهاية المجموعة الأولى من الحلقات؛ وظهرتْ الرفيقة الجديدة كلارا أوزوالد لأول مرة في حلقة عيد الميلاد الخاصة بعام 2012، والتي لعبت دورها جينا كولمان.
ومع حلول الذكرى الخمسين لبدء عرض البرنامج في نوفمبر 2013، وبدلاً من البدء في تصوير سلسلة ثامنة، بدأت بي بي سي العمل على حلقة خاصة طويلة، ليتُبث في 23 نوفمبر 2013، وهو التاريخ المحدد للذكرى الخمسين للبرنامج. بالإضافة إلى إنتاج الحلقة بتقنية ثلاثية الأبعاد لعرضها في دور السينما المختارة، اُعلن أيضاً عن مشاركة ديفيد تينانت وبيلي بايبر في البطولة، حيث أعادا تمثيل دوريْ الدكتور العاشر وروز، على الرغم من أن بيلي بايبر لعبت في النهاية دور "اللحظة"، وهي سلاح من غاليفرى اتخذ شكل روز.
تنحى سميث عن دور الدكتور الحادي عشر وكانت آخر حلقاته هي حلقة عيد الميلاد الخاصة بعام 2013.

### الدكتور الثاني عشر
اُعلن في 4 أغسطس 2013 في حلقة خاصة مباشرة على قناة بي بي سي بعنوان دكتور هو لايف: الدكتور التالي أن بيتر كابالدي سيجسد التجسد الثاني عشر للدكتور [الإنجليزية] في دكتور هو. خلال ظهوره في الحلقة الخاصة، قال إنه كان من محبي المسلسل؛ قُرأت رسالة كان قد كتبها إلى راديو تايمز في سن الخامسة عشرة عن العرض بصوت عالٍ. كان كابالدي قد ظهر بالفعل في الحلقة الرابعة من المسلسل "حريق بومبيي" بدور سيسيليوس، والد العائلة التي أنقذها الدكتور من ثوران جبل فيزوف. كما ظهر أيضًا في "تورشوود: أطفال الأرض" كموظف مدني جون فروبيشر.
بُث الموسم الثامن مرة أخرى أسبوعيًا في كتلة متواصلة واحدة، وإن كان ذلك بطول مخفض يبلغ 12 حلقة إجمالاً. بقيت جينا كولمان كعضو رئيسي في فريق التمثيل في دور كلارا. بُث العرض الأول للمسلسل "تنفس عميق" لأول مرة في 23 أغسطس 2014. كان من المفترض في الأصل أن يكون عيد الميلاد الخاص لعام 2014 "عيد الميلاد الماضي" هو خروج كلارا من العرض، ولكن اُعيدت كتابته بعد قرار كولمان بالبقاء لموسم إضافي.
كُلف الموسم التاسع مرة أخرى بـ 12 حلقة منتظمة، بطولة كابالدي بدور الدكتور وكولمان بدور كلارا. بدأ عرض المسلسل في 19 سبتمبر 2015 بالحلقة "تلميذ الساحر". تألف معظم المسلسل من قصص من جزأين، باستثناء الحلقة التاسعة "لا مزيد من النوم" التي كانت بمثابة قصة مستقلة، والحلقات الثلاث الأخيرة التي تشكل قصة من ثلاثة أجزاء. غادرت كولمان العرض في الحلقة الأخيرة من المسلسل "الجحيم المنحني"، التي بُث في 5 ديسمبر 2015. شهد عيد الميلاد الخاص لعام 2015، "أزواج ريفر سونغ"، عودة أليكس كينغستون لشخصية ريفر سونغ في ظهورها الأخير.
في 22 يناير 2016، أعلنت بي بي سي أن موفات سيتنحى عن منصب مدير العرض بعد الموسم العاشر من دكتور هو ويُستبدل بكريس تشيبنال ككاتب رئيسي ومنتج تنفيذي. بالإضافة إلى ذلك، سيبدأ الموسم العاشر في ربيع عام 2017، مع عرض خاص بعيد الميلاد في عام 2016. في 30 يناير 2017، أعلن بيتر كابالدي أنه سيتنحى عن منصب الدكتور الثاني عشر في حلقة عيد الميلاد الخاصة لعام 2017.
لعب بطولة الموسم العاشر مرة أخرى بيتر كابالدي بدور الدكتور وقدم بيرل ماكي كرفيقة جديدة بيل بوتس. رُقي مات لوكاس كشخصية الضيف المتكررة ناردول إلى عضو عادي في المسلسل. بدأ عرض المسلسل المكون من اثنتي عشرة حلقة في 15 أبريل 2017 بـ "بايلوت". غادر أعضاء فريق التمثيل كابالدي وماكي ولوكاس، بالإضافة إلى مدير العرض موفات والملحن موراي جولد، جميعًا دكتور هو في حلقة عيد الميلاد الخاصة لعام 2017 "مرتين في كل مرة"، والتي شارك فيها أيضًا ديفيد برادلي كالدكتور الأول.

## عقد 2020

### الدكتورة الثالثة عشرة
اُعلن في 16 يوليو 2017 أن جودي ويتاكر ستقوم بتجسيد الدكتور الثالث عشر في السلسلة الحادية عشرة. وهي أول امرأة اُختيرت لهذا الدور. قدمت السلسلة مجموعة جديدة من المرافقين، من بينهم برادلي والش، وتوسين كول، ومانديب غيل في أدوار غراهام أوبراين، وريان سينكلير، وياسمين "ياز" خان، على التوالي. كُشف عن شعار جديد في معرض بي بي سي العالمي في 20 فبراير 2018. صُمم هذا الشعار من قبل وكالة الإبداع ليتل هوك، التي أنشأت أيضًا شارة منمقة لكلمة "who" محاطة بدائرة بخط متقاطع. قُدم تسلسل عناوين افتتاحية جديد أيضًا؛ ومع ذلك، لم يُعرض لأول مرة حتى الحلقة الثانية من السلسلة. تولى سيجون أكينولا منصب ملحن السلسلة، وقام بإنشاء نسخة جديدة من الموسيقى الرئيسية بالإضافة إلى مجموعة متنوعة من الإشارات الموسيقية الأصلية.
عرضت السلسلة 11 لأول مرة في 7 أكتوبر 2018 مع "المرأة التي سقطت على الأرض". قُللت عدد الحلقات مرة أخرى إلى عشر حلقات عادية. بدلاً من الحلقة الخاصة التقليدية لعيد الميلاد التي تُبث سنويًا خلال 2005-2017، بُثت حلقة خاصة لرأس السنة الجديدة، "القرار"، في 1 يناير 2019.
لم تُبث حلقات منتظمة طوال عام 2019. كُلف الموسم الثاني عشر بعرض آخر من عشر حلقات في عام 2020، مع عودة جميع الممثلين الرئيسيين من السلسلة السابقة. بدلاً من وجود حلقة خاصة مخصصة لعيد الميلاد أو رأس السنة الجديدة، شهد الأول من يناير 2020 بدلاً من ذلك بث العرض الأول للموسم "سبايفول، الجزء الأول"؛ ثم استأنفت السلسلة موعد بثها المنتظم في 5 يناير مع "سبايفول، الجزء الثاني". اختتمت السلسلة بـ "الأطفال الخالدون"، حيث علمت الدكتورة بأصولها الحقيقية كشكل حياة فضائي من عالم آخر، بدلاً من سيد وقت كما كانت تعتقد دائمًا. حصلت الحلقة على 4.69 مليون مشاهدة عند بثها، وهو أقل عدد مشاهدات لأي حلقة في السلسلة الحديثة. تبعتها الحلقة الخاصة "ثورة الداليكس"، التي بُثت في يوم رأس السنة الجديدة 2021، وكانت الحلقة الثانية التي اُنتجت بدقة 4 كي الترا اتش دي، إلى جانب "مرتين في كل مرة". في 29 يوليو 2021، أعلنت جودي ويتاكر وكريس تشيبنال أنهما سيتنحيان كالدكتورة والمنتج التنفيذي على التوالي، بعد السلسلة الثالثة عشرة في عام 2021 وثلاث حلقات خاصة في عام 2022.
عرض الموسم الثالث عشر، الذي يحمل عنوان تدفق أيضًا، لأول مرة في 31 أكتوبر 2021 مع "نهاية العالم في الهالوين". كانت هذه هي المرة الأولى في السلسلة المعاد إحيائها، والمرة الثانية بشكل عام، التي تكون فيها جميع حلقات السلسلة قصة واحدة. حدثت آخر مرة عندما كانت في "محاكمة سيد الزمن". خُفضت عدد حلقات هذه السلسلة من الأصل إحدى عشرة حلقة، إلى سلسلة من ستة فصول، مع ثلاث حلقات خاصة إضافية تبعت في عام 2022، بسبب جائحة كوفيد-19 المستمرة. بُثت الحلقة الخاصة الأولى في 1 يناير 2022 بعنوان "عشية الداليكس"، وبُثت الحلقة الخاصة الثانية في 17 أبريل 2022 بعنوان "أسطورة شياطين البحر" وبُثت الحلقة الخاصة الثالثة في 23 أكتوبر 2022 بعنوان "قوة الدكتور" كجزء من احتفالات الذكرى المئوية لبي بي سي، والتي كانت الظهور الأخير لجودي ويتاكر كالدكتورة.

### الدكتور الرابع عشر
في 24 سبتمبر 2021، أعلنت هيئة الإذاعة البريطانية (بي بي سي) أن راسل تي ديفيز سيعود كمنتج منفذ للبرنامج للاحتفال بالذكرى الستين في عام 2023 وما بعده. كما أُعلن أن البرنامج سيُنتج بالاشتراك بين استوديوهات بي بي سي وشركة باد وولف، التي أسسها فريق إنتاج مسلسل دكتور هو. في 8 مايو 2022، اُعلن عن أن نيكوتي غاتوا سيلعب دور الدكتور. في الأسبوع التالي، اُعلن عن عودة ديفيد تينانت وكاثرين تيت لتأدية دوريهما كالدكتور ودونا نوبل في سلسلة من ثلاث حلقات خاصة للاحتفال بالذكرى الستين للبرنامج. في 23 أكتوبر 2022، عاد تينانت إلى دوره في نهاية حلقة "قوة الطبيب". ثم اُعلن عن أن تينانت سيلعب دور الدكتور الرابع عشر، وأن جاتوا سيلعب دور الطبيب الخامس عشر.
في 25 أكتوبر 2022، اُعلن عن اتفاقية شراكة بين بي بي سي وديزني+ لبث المسلسل على ديزني+ خارج المملكة المتحدة وأيرلندا، بالإضافة إلى تقديم الشعار الجديد للحلقات الخاصة بالذكرى الستين وما بعدها. اُنتج واُتقن البرنامج بدقة 4 كي اتش دي ار ابتداءً من الحلقات الخاصة بالذكرى الستين وما بعدها.
في 10 أكتوبر 2023، وكجزء من الذكرى الستين لمسلسل دكتور هو، أعلنت هيئة الإذاعة البريطانية (بي بي سي) أنها حصلت على حقوق بث أكثر من 800 حلقة من برامج دكتور هو - بما في ذلك حلقات من السلسلتين الكلاسيكية والمجددة، وتورش وود، ومغامرات سارة جين، وكلاس، ودكتور هو كونفيدينشال - كجزء من عرضها على آي بلاير ابتداءً من 1 نوفمبر 2023. تضمنت الحلقات خيارات وصول جديدة، بما في ذلك الترجمة، والوصف الصوتي، ولغة الإشارة. استثنى إصدار هذه الحلقات أول مسلسل لدكتور هو، طفل غير أرضي (1963)، بسبب عدم وجود اتفاق بين هيئة الإذاعة البريطانية ونجل كاتب المسلسل الراحل أنتوني كوبرن.
في 30 أكتوبر 2023، أعلنت هيئة الإذاعة البريطانية أنها ستستخدم مصطلح "هو يونفرس" بشكل رسمي لوصف جميع العروض التي تدور في فلك دكتور هو، وتحديدًا موطنها على بي بي سي آي بلاير، بما في ذلك البرامج الوثائقية. اُصدر "حكايات التارديس" في 1 نوفمبر على بي بي سي آي بلاير كأول إصدار حصري لـهو يونفرس. قُدمت أيضًا هوية هو يونفرس لتوحيد المحتوى داخل مجموعة هو يونفرس. تشهد هذه السلسلة عودة العديد من الدكاترة والرفاق من السلسلة الكلاسيكية احتفالًا بالذكرى الستين للبرنامج.
في 17 نوفمبر 2023، بُثت حلقة مصغرة خاصة مدتها خمس دقائق من بطولة تينانت بدور الدكتور الرابع عشر بعنوان "الوجهة: سكارو" خلال ماراثون الأطفال المحتاجين لعام 2023. كما شهدت عودة جوليان بليتش بدور دافروس. في 24 نوفمبر 2023، ظهر تينانت بشخصية الدكتور الرابع عشر في قصة ما قبل النوم على قناة سي بيبيز.
عُرضت الحلقات الخاصة بالذكرى الستين في 25 نوفمبر 2023 مع حلقة "وحش النجمة" من إخراج راشيل تالالاي. وتتميز بأول مغامرة كاملة لديفيد تينانت بدور الدكتور الرابع عشر، وعودة كاثرين تيت بدور دونا نوبل. وينضم إليهم أيضًا أعضاء فريق التمثيل العائدون جاكلين كين وكارل كولينز، والعضوة الجديدة ياسمين فيني. تتميز الحلقة الخاصة الثانية "الأزرق البري البعيد" بعودة الممثل برنارد كريبينز، وأدائه التمثيلي الأخير بدور ويلفريد موت. هذه الحلقة مُهداة لذكراه. تختتم الحلقات الخاصة بحلقة "الضحكة"، التي شهدت عودة صانع الألعاب من قصة عام 1966 "صانع الألعاب السماوي"، هذه المرة يؤدي دوره نيل باتريك هاريس. وتتميز هذه الحلقة أيضًا بعودة بوني لانغفورد بدور ميل بوش بعد ظهورها القصير في نهاية حلقة "قوة الطبيب". تقدم الحلقة أيضًا مفهوم "التجديد المزدوج"، الذي يشهد الظهور الأول للدكتور الخامس عشر الذي يؤدي دوره نكوتي جاتوا منفصلاً عن الدكتور الرابع عشر، مما يؤدي إلى وجود التجسيدين في نفس الوقت. نتيجة لذلك، ولأول مرة، قصة التجدد هذه وقصة ما بعد التجدد هي أيضًا قصة متعددة الدكاترة.

### الدكتور الخامس عشر
في 8 مايو 2022، اُعلن عن اختيار نيكوتي غاتوا لتجسيد شخصية الدكتور. في 18 نوفمبر 2022، خلال برنامج "أطفال محتاجون"، اُعلن عن ميلي جيبسون كمرافقة جديدة باسم روبي صنداي. ظهر نيكوتي غاتوا وميلي جيبسون لأول مرة كالدكتور الخامس عشر والمرافقة روبي صنداي في حلقة عيد الميلاد الخاصة لعام 2023 "الكنيسة في طريق روبي". يمثل هذا عودة الحلقات الخاصة السنوية لعيد الميلاد.
اُكد على أن السلسلة الجديدة التي يلعب فيها نيكوتي غاتوا دور البطولة ستسمى الموسم الأول بدلاً من السلسلة 14 نتيجة لإعادة تعيين ترقيم المواسم. في 7 يونيو 2023، اُعلن عن عودة بوني لانغفورد لتجسيد دورها كميل بوش في السلسلة. في 23 أكتوبر 2023، اُعلن عن بدء تصوير الموسم الثاني، مما يمثل المرة الأولى التي يبدأ فيها إنتاج الموسم الثاني للدكتور جديد قبل بث الحلقة الأولى لسلفه.

## روابط خارجية
- الموقع الرسمي لـ BBC.co.uk Doctor Who
- أرشيف قصاصات دكتور هو – تاريخ دكتور هو في قصاصات الصحافة والإعلام والمقالات من الستينيات فصاعدًا.
- تاريخ موضوع دكتور هو
- راسل تي ديفيز، الغارديان ، 13 يونيو 2005، "قيامة الكائنات الفضائية"